# Liste des personnages des Aventures de Tintin
La liste des personnages des Aventures de Tintin contient plus de trois cents noms (y compris ceux d'animaux). Certains sont récurrents, d'autres apparaissent seulement une fois ; ils tiennent souvent du calembour. Beaucoup de noms sont inspirés du parler bruxellois. On compte dans cette liste très peu de personnages féminins.
Les noms de personnages varient selon les langues, comme on peut le constater dans la liste des noms des personnages de Tintin en langues étrangères.

## Univers
La série comprend 24 albums dont le premier, Tintin au pays des Soviets, est longtemps resté en dehors du catalogue des éditions Casterman, et le dernier, Tintin et l'Alph-Art, est laissé inachevé par la mort de l'auteur en 1983.
Au fil des aventures, Hergé introduit des éléments de cohérence entre ses albums afin de donner à son œuvre une « apparence massive, compacte et cohérente ». C'est ainsi qu'il prend l'habitude de convoquer dans chaque nouvelle aventure des personnages issus de précédentes histoires, à la manière de grands auteurs du XIXe siècle comme Honoré de Balzac,. Ce retour des personnages, inauguré dans Les Cigares du pharaon, culmine dans Coke en stock, l'aventure dans laquelle Hergé « va le plus dans la mise en scène de son propre univers ». Ainsi, le retour de mêmes personnages « offre au dessinateur à la fois le moyen de ne pas sombrer dans la redondance en créant de nouveaux personnages trop proches des anciens et celui d'affiner la psychologie des figures déjà existantes ».
|                       | PS | TC | TA | CP | LB | OC | IN | SO | CO | EM | SL | TR | SB | TS | OR | OL | ML | AT | CS | TT | BC | VS | TP |
| --------------------- | -- | -- | -- | -- | -- | -- | -- | -- | -- | -- | -- | -- | -- | -- | -- | -- | -- | -- | -- | -- | -- | -- | -- |
| Tintin                |    |    |    |    |    |    |    |    |    |    |    |    |    |    |    |    |    |    |    |    |    |    |    |
| Milou                 |    |    |    |    |    |    |    |    |    |    |    |    |    |    |    |    |    |    |    |    |    |    |    |
| Dupond et Dupont      |    |    |    |    |    |    |    |    |    |    |    |    |    |    |    |    |    |    |    |    |    |    |    |
| Capitaine Haddock     |    |    |    |    |    |    |    |    |    |    |    |    |    |    |    |    |    |    |    |    |    |    |    |
| Nestor                |    |    |    |    |    |    |    |    |    |    |    |    |    |    |    |    |    |    |    |    |    |    |    |
| Professeur Tournesol  |    |    |    |    |    |    |    |    |    |    |    |    |    |    |    |    |    |    |    |    |    |    |    |
| Bianca Castafiore     |    |    |    |    |    |    |    |    |    |    |    |    |    |    |    |    |    |    |    |    |    |    |    |
| Roberto Rastapopoulos |    |    |    |    |    |    |    |    |    |    |    |    |    |    |    |    |    |    |    |    |    |    |    |
| Allan Thompson        |    |    |    |    |    |    |    |    |    |    |    |    |    |    |    |    |    |    |    |    |    |    |    |
| Oliveira da Figueira  |    |    |    |    |    |    |    |    |    |    |    |    |    |    |    |    |    |    |    |    |    |    |    |
| Général Alcazar       |    |    |    |    |    |    |    |    |    |    |    |    |    |    |    |    |    |    |    |    |    |    |    |
| Docteur Müller        |    |    |    |    |    |    |    |    |    |    |    |    |    |    |    |    |    |    |    |    |    |    |    |
| Abdallah              |    |    |    |    |    |    |    |    |    |    |    |    |    |    |    |    |    |    |    |    |    |    |    |
| Séraphin Lampion      |    |    |    |    |    |    |    |    |    |    |    |    |    |    |    |    |    |    |    |    |    |    |    |
| Colonel Sponsz        |    |    |    |    |    |    |    |    |    |    |    |    |    |    |    |    |    |    |    |    |    |    |    |

## Caractérisation des personnages

### Ennemis de Tintin
Roberto Rastapopoulos incarne « le génie du mal » et l'ennemi le plus acharné de Tintin, mais son caractère diabolique n'apparaît pas immédiatement : dans Les Cigares du pharaon, Tintin lui-même est séduit par l'image respectable de ce milliardaire directeur d'une firme de cinéma, la Cosmos Pictures, et ce n'est qu'à la fin du Lotus bleu qu'il découvre que sous les traits de Rastapopoulos se cache le Grand Maître des trafiquants d'opium, société secrète placée sous le signe du pharaon Kih-Oskh,. Les membres de celle-ci constituent une véritable internationale du crime s'appuyant sur des figures qui n'ont de cesse de faire disparaître Tintin, comme le Japonais Mitsuhirato à Shanghai ou le marin véreux Allan Thompson. Quand tout le monde le croit mort, Rastapopoulos reparaît sous les traits du marquis di Gorgonzola dans Coke en stock, un trafiquant d'esclaves qui reçoit les plus grands noms de la jet set sur son yacht. Une nouvelle fois démasqué par Tintin, il revient sous sa véritable identité dans Vol 714 pour Sydney, pour tenter de s'emparer de la fortune du milliardaire Laszlo Carreidas.
Le docteur Müller est l'autre méchant récurrent de la série. Membre d'une bande de faux-monnayeurs dans L'Île Noire, lui aussi revient sous de fausses identités, d'abord sous les traits du professeur Smith dans Tintin au pays de l'or noir puis de Mull Pacha dans Coke en stock. Dans ces deux aventures, il se trouve à la solde du cheik Bab El Ehr qui cherche à renverser l'émir Ben Kalish Ezab.
Tintin affronte d'autres ennemis qui jurent de laver l'affront qu'il leur a fait subir. Le colonel Boris, aide de camp du roi de Syldavie Muskar XII et qui le trahit pour le compte de la Bordurie avant d'être démasqué par le héros dans Le Sceptre d'Ottokar, revient dans On a marché sur la Lune pour tenter de détourner la fusée au profit d'une puissance totalitaire. Le colonel Sponsz, chef de la police secrète bordure dans L'Affaire Tournesol, est aussi l'instigateur du complot qui vise à attirer Tintin et ses amis au San Theodoros dans Tintin et les Picaros.
Les ennemis de Tintin agissent le plus souvent en bande organisée. Le journaliste Hervé Gattegno relève la présence de sociétés secrètes dans 14 des 24 albums de la série, de sorte que « son créateur n'aura cessé de placer sur la route de Tintin des ligues de tueurs, bandes de faussaires et autres associations de malfaiteurs. Des internationales clandestines conçues comme autant d'hydres à têtes multiples dont le héros devra triompher plus d'une fois avant d'en venir à bout ». Dans Tintin au Congo, le jeune reporter affronte le sorcier de la tribu des Babaoro'm, membre de la secte des Aniotas, et déjoue les plans de l'émissaire d'Al Capone qui cherche à l'éliminer. C'est la mafia dirigée par le célèbre bandit que Tintin combat ensuite en Amérique. Tintin affronte ensuite des trafiquants d'opium dans Les Cigares du pharaon, Le Lotus bleu et Le Crabe aux pinces d'or, puis s'oppose à divers groupes comme les putschistes du Sceptre d'Ottokar et les négriers de Coke en stock en passant par les faux-monnayeurs de L'Île noire.

## Recensement des personnages
- Haut – A
- B
- C
- D
- E
- F
- G
- H
- I
- J
- K
- L
- M
- N
- O
- P
- Q
- R
- S
- T
- U
- V
- W
- X
- Y
- Z

### A

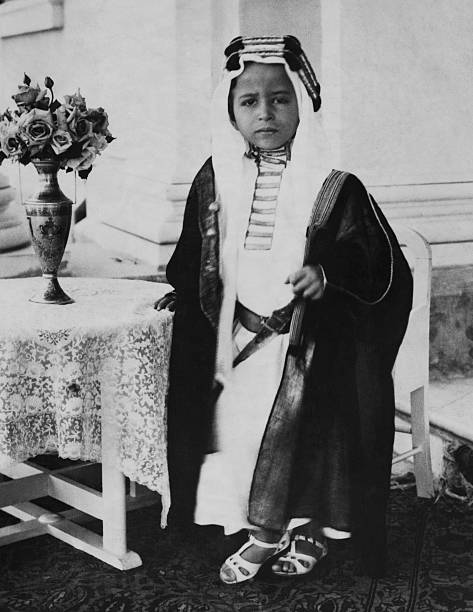
Fayçal II d'Irak enfant a inspiré le personnage d'Abdallah.

- Abdallah est le fils unique de Mohammed Ben Kalish Ezab, l'émir du Khemed. Âgé de 6 ans lors de sa première apparition dans Tintin au pays de l'or noir[14],[13], il est inspiré physiquement du jeune roi d'Irak Fayçal II, monté sur le trône à l'âge de 3 ans[15]. C'est un véritable garnement, enfant capricieux et insupportable[16]. Adulé et gâté par son père[17], il irrite pourtant les autres personnages par son caractère lunatique et les nombreuses farces et attrapes qu'il utilise, comme des pétards ou de la poudre à éternuer[13]. Personnage comme « possédé par le démon de la farce »[18], il ne prend rien ni personne au sérieux[19] et semble obséder le capitaine Haddock[m 2]. Hébergé au château de Moulinsart dans Coke en stock, il est cité dans Objectif Lune et Tintin au Tibet[m 2] et devait également figurer dans Tintin et l'Alph-Art, l'album inachevé[20].
- Abd el Drachm est un habitant de Bagghar et complice des trafiquants d'opium dans Le Crabe aux pinces d'or[m 2].
- Abdul est un serviteur noir du professeur Smith, nom d'emprunt du docteur Müller, dans Tintin au pays de l'or noir[m 3].
- Achmed est un serviteur arabe du lieutenant Delcourt, commandant du poste d'Afghar dans Le Crabe aux pinces d'or[m 3].
- Ahmed (1) est un serviteur du professeur Smith dans Tintin au pays de l'or noir. Il participe au sabotage d'un pipe-line avec lui et deux autres complices, avant que Tintin l'assomme, lui vole ses vêtements et usurpe son identité[m 3].
- Ahmed (2) est un serviteur noir de l'émir Mohammed Ben Kalish Ezab dans Tintin au pays de l'or noir. Dans Coke en stock, il accompagne ce dernier dans la clandestinité[m 4].
- Ahmed (3) est un colonel de l'armée du Khemed aux ordres de Mull Pacha, nom d'emprunt du docteur Müller dans Coke en stock. Il ordonne par erreur à son aviation de détruire les véhicules blindés lancés à la poursuite de Tintin et du capitaine Haddock[m 4].
- Aïcha est le guépard apprivoisé de l'émir Mohammed Ben Kalish Ezab dans Coke en stock[m 4].
- Endaddine Akass est le personnage central du dernier album inachevé de la série, Tintin et l'Alph-Art. Personnage mystérieux, à la fois gourou et trafiquant d'art, il est probablement un nouvel avatar de Rastapopoulos, Hergé évoquant cette possibilité dans ses brouillons[20]. Son nom provient d'une expression bruxelloise, « En dat in a kas ! », qui peut se traduire en français par « Prends ça ! » La barbe, les cheveux longs et les lunettes noires que lui attribue le dessinateur dans ses esquisses rappellent le style de l'escroc Fernand Legros, de même que le gourou indien Bhagwan Shree Rajneesh, à l'origine de ce qu'il appelle la « méditation dynamique »[21],[20].
- Al Capone est un gangster qui souhaite prendre le contrôle de la production de diamants en Afrique dans Tintin au Congo. Il cherche à faire disparaître Tintin qui déjoue ses pièges et vient l'affronter à Chicago dans l'album suivant, Tintin en Amérique. Al Capone est finalement mis sous les verrous[m 5]. Il s'agit du seul personnage réel de la série, cité et représenté sous sa véritable identité[22].
- Le général Alcazar est un militaire du San Theodoros qui accède au pouvoir après un coup d'État dans L'Oreille cassée. Il fait de Tintin son aide de camp et le promeut colonel, avant de le faire arrêter quand il le croit coupable de trahison. Les deux hommes se retrouvent dans Les Sept Boules de cristal quand Alcazar, chassé de son pays par son rival le général Tapioca, est reconverti en lanceur de poignards au music-hall sous le nom de Ramon Zarate. Il effectue un autre séjour en Europe dans Coke en stock pour acheter de vieux avions de combat qui lui permettent de renverser Tapioca. Son retour au pouvoir est de courte durée puisque dans Tintin et les Picaros, il est réfugié dans la jungle santhéodorienne aux côtés de ses fidèles guérilleros, les Picaros. Avec l'aide de Tintin, il mène avec succès un nouveau coup d'État[m 6]. Personnage colérique, amateur de cigares et du jeu d'échecs, il ne recule devant aucune combinaison politico-financière pour parvenir à ses fins[m 6] et n'est finalement qu'un « dictateur d'opérette »[23].
- Peggy Alcazar est la femme du général Alcazar dans Tintin et les Picaros. C'est une matrone américaine, autoritaire et exécrable, qui mène à la baguette son mari et n'hésite pas à le réprimander publiquement quand il est en retard ou qu'il laisse tomber les cendres de son cigare[24]. Acariâtre et revêche, d'apparence vulgaire et le plus souvent coiffée de bigoudis, elle suscite pourtant l'admiration du professeur Tournesol qui perçoit en elle une certaine grâce ainsi qu'une « exquise féminité »[m 7].
- Alfred est un technicien qui fait partie de l'équipe de télévision reçue au château de Moulinsart dans Les Bijoux de la Castafiore. Il est chargé des projecteurs et des micros[m 7].
- Alphonse est l'un des marins habitués du bar À l'Ancre, dans Le Trésor de Rackham le Rouge[m 8].
- Le colonel Alvarez est un militaire santhéodorien, aide de camp du général Tapioca également placé sous les ordres du colonel Sponsz dans Tintin et les Picaros. Il est chargé d'accueillir Haddock et Tournesol à leur descente d'avion, puis de les surveiller avec attention dans leur résidence gardée. Arrêté en même temps que Tapioca à la fin de l'aventure, il est contraint de libérer Bianca Castafiore et les Dupondt juste avant leur exécution[m 8].
- André est un technicien qui fait partie de l'équipe de télévision reçue à Moulinsart dans Les Bijoux de la Castafiore. Il est responsable du tournage[m 9]. Il est inspiré de Jacques Cogniaux, caméraman de la RTBF, et de Claude Michiels, des Studios Universal Video, fils des réalisateurs du film Le Crabe aux pinces d'or[25].

### B
- Le cheikh Bab El Ehr est l'éternel rival de l'émir Mohammed Ben Kalish Ezab, qu'il cherche à renverser pour s'emparer du pouvoir au Khemed. Dans Tintin au pays de l'or noir, Tintin est conduit par erreur dans son repaire puis abandonné en plein désert. Dans Coke en stock, Bab El Ehr qui a reçu le soutien de puissances étrangères aux intérêts politico-financiers, a rejeté son rival dans la clandestinité[m 10]. Son nom est tiré de « babeleer », une expression de la zwanze bruxelloise qui signifie « bavard »[26].
- Ramon Bada est un bandit qui cherche à s'emparer du diamant caché dans le fétiche arumbaya dans L'Oreille cassée, avec son complice Alonzo Pérez. Leur quête démarre à Bruxelles et se poursuit au San Theodoros, avant de s'achever lors d'une ultime altercation avec Tintin à bord d'un paquebot transatlantique. Ils périssent noyés au moment où ils retrouvent l'objet de leur recherche[m 10]. Ramon Bada s'exprime avec un accent hispanique caricatural et ne cesse d'utiliser le juron espagnol « caramba ! », notamment quand il manque sa cible en lançant son poignard[27]. Son nom relève de l'argot, l'expression « bada » signifiant « chapeau », un accessoire que ce personnage ne quitte jamais[27].
- J. Balthazar est le frère du sculpteur assassiné dans L'Oreille cassée[m 11]. Exerçant la même profession, il récupère le fétiche arumbaya original dans une malle chez son frère et le revend à un collectionneur américain, Samuel Goldwood. Il produit par ailleurs de très nombreuses répliques du fétiche, qu'il vend dans son magasin[m 11].
- Barnabé est l'un des rabatteurs des frères Loiseau, deux antiquaires malhonnêtes dans Le Secret de La Licorne. Il est chargé de retrouver, et de voler si nécessaire, les deux maquettes de La Licorne qui leur manquent et dans lesquelles sont cachés les parchemins qui indiquent l'emplacement du trésor de Rackham le Rouge. À la suite d'un différend financier avec ses employeurs, il est prêt à les dénoncer avant d'être abattu devant le domicile de Tintin[m 11].
- Baxter (Objectif Lune, On a marché sur la Lune)

Il est le directeur du Centre de recherches atomiques de Sbrodj, en Syldavie, où se construit une fusée lunaire. Il supervise l'organisation de l'expédition lunaire. Très sérieux, consciencieux et calme, incarnation du devoir et de la rigueur, il a un sens retenu de l'humour. Il éprouve une sincère considération, voire de l'admiration (et même de l'envie) à l'égard de Tintin et du capitaine Haddock. Obsédé par l'espionnage et la sécurité, il les accueille d'abord avec une réserve certaine, admettant sans doute telle quelle la chaude recommandation de Tournesol à leur égard. Ce n'est vraiment que lorsque le capitaine sauve le professeur Tournesol (dont dépend la réussite du projet lunaire) de son amnésie qu'il se libère.
Durant le voyage vers la Lune, il est constamment présent dans la Station de Contrôle située au cœur de la base spatiale. Cela lui permet de suivre en temps réel le déroulement des opérations et d'avoir un contact permanent avec les membres de l'expédition, bien que ce soit Walther qui leur parle directement par radio. Cette permanence constante à la Station de Contrôle n'est toutefois pas une prouesse extraordinaire, car le vol Terre-Lune (comme celui du retour) est assez bref : du décollage (lancement) à l'alunissage, il ne dure guère qu'environ quatre heures. Il apparaît à de nombreuses reprises extrêmement angoissé par les péripéties vécues par l'équipage de la fusée. Lors du retour sur Terre de la fusée, il manque de peu de se faire griller (ou rôtir) par cette dernière. Il est l'un des premiers à pénétrer dans la fusée et à y trouver ses passagers inconscients.
Ce personnage évoque celui de J.-T. Maston, l'ingénieur secrétaire du Gun Club dans le diptyque littéraire lunaire De la Terre à la Lune-Autour de la Lune, de Jules Verne (1865-1869). Tous deux, restés sur Terre, sont réduits au rang de simples spectateurs de l'expédition lunaire qu'ils supervisent. Ils sont ainsi les miroirs des sentiments du lecteur, qui n'accompagnent pas non plus les héros de ces œuvres dans leur voyage sur la lune.
En Belgique, un baxter, du nom d'un laboratoire pharmaceutique qui le fabrique, est une « perfusion », c'est-à-dire une injection intraveineuse lente, encore appelée « goutte-à-goutte ».

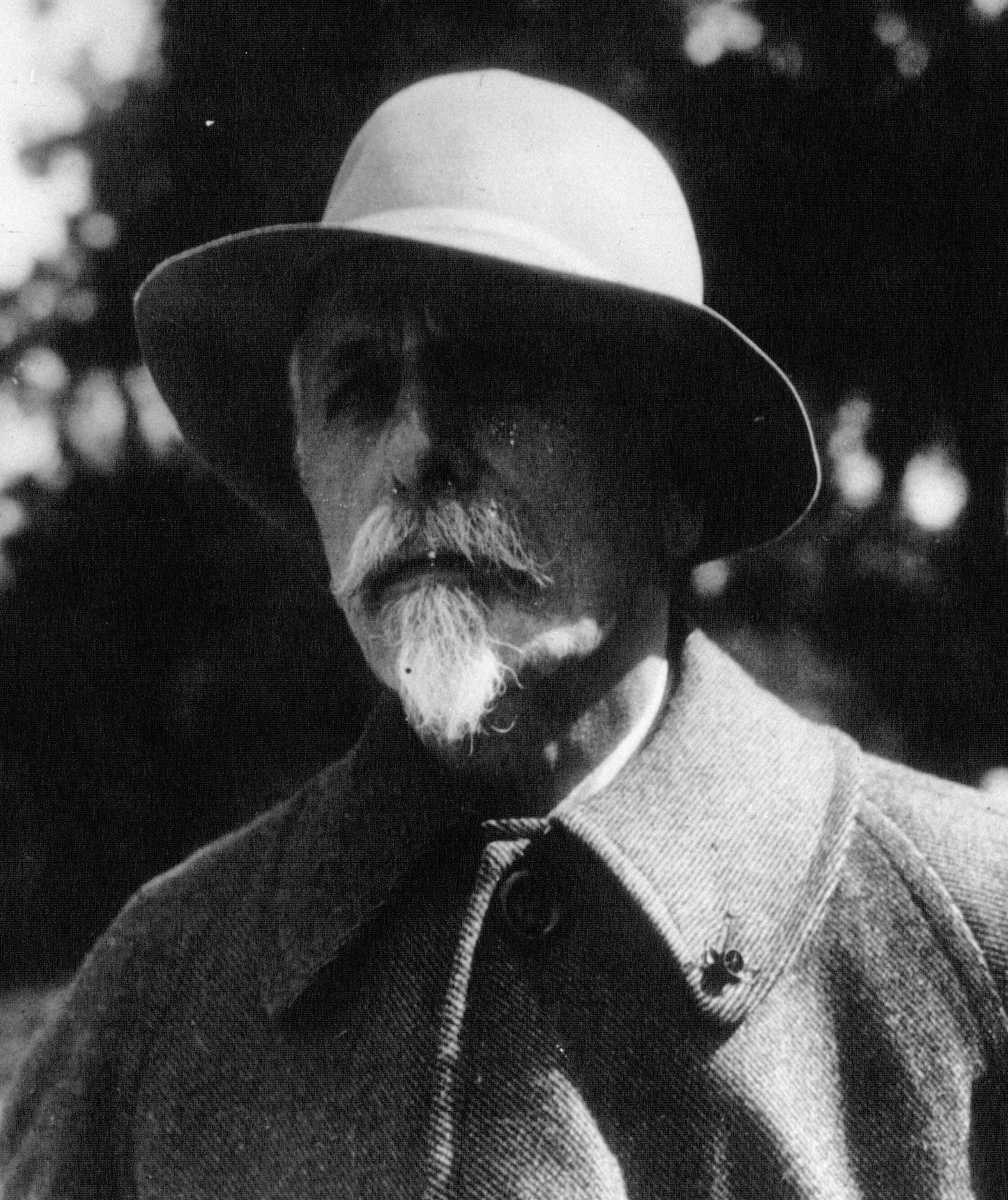
Le marchand d'armes Basil Zaharoff a servi d'inspiration à Basil Bazaroff..

- Basil Bazaroff est le représentant de la « Vicking Arms Company Limited » dans L'Oreille cassée[m 12]. C'est un personnage cynique qui vend en quelques heures les mêmes armes au San Theodoros puis au Nuevo Rico, les deux belligérants d'un conflit territorial et pétrolier. Il est inspiré du célèbre marchand d'armes Basil Zaharoff, président de la Vickers-Armstrongs[31]. D'après les notes préparatoires d'Hergé pour Tintin et les Picaros, il serait le père de Peggy Alcazar, la femme du général Alcazar[24].
- Béatrice est le nom d'un cheval qu'un éleveur de Redskincity propose au héros dans Tintin en Amérique. Il rejette violemment ce dernier d'une ruade[m 12].
- Mohammed Ben Ali est un épicier de Bagghar dans Le Crabe aux pinces d'or, chez qui transitent des boites de conserve de crabe contenant de l'opium. Il renseigne d'ailleurs Tintin et les Dupondt quant à leur provenance[m 12].

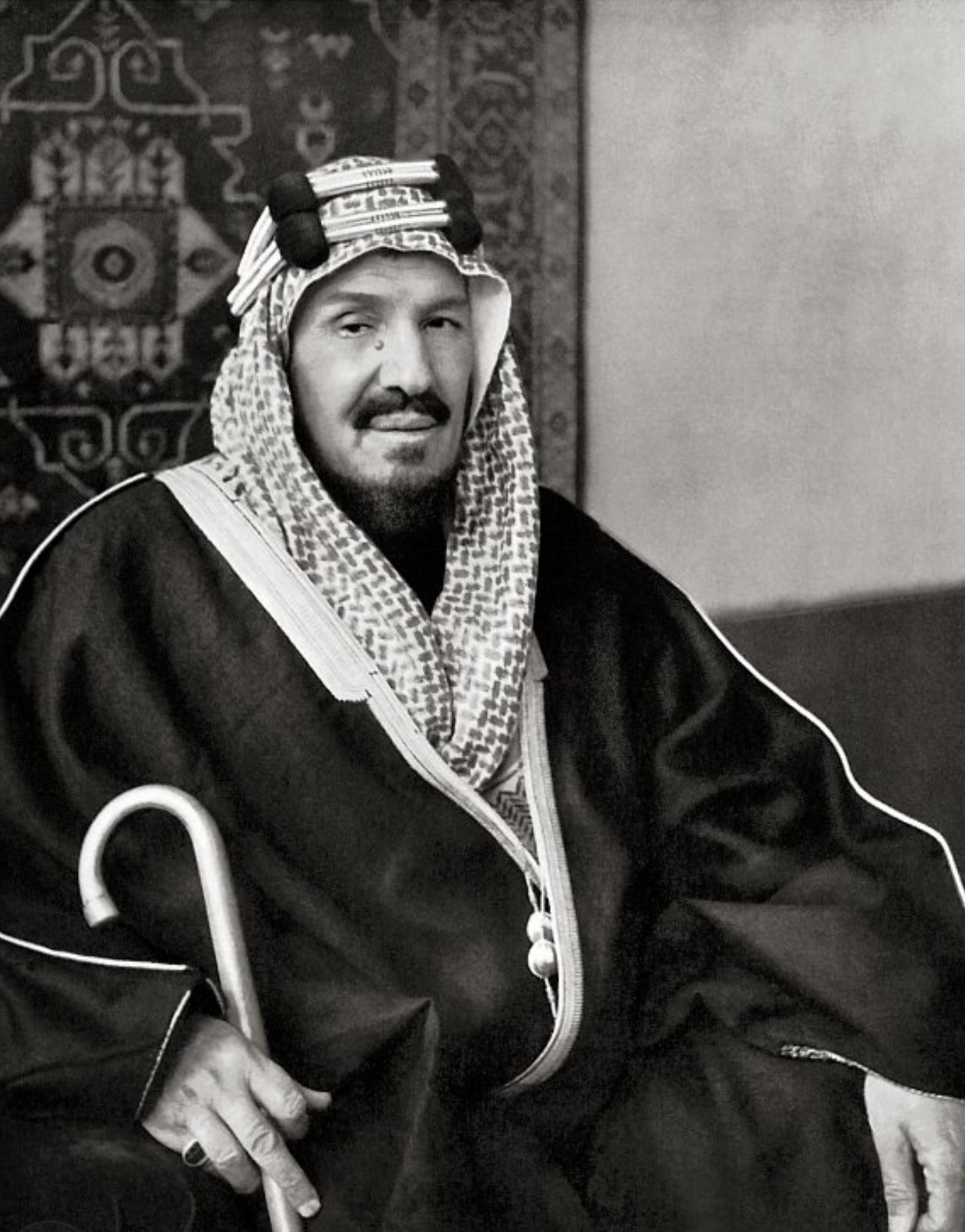
Abdelaziz ibn Saoud, fondateur de l'actuelle Arabie saoudite

- Mohammed Ben Kalish Ezab est l'émir du Khemed et le père d'Abdallah. Il est en conflit permanent avec son rival, le cheikh Bab El Ehr, qui cherche à le renverser. Il est d'ailleurs contraint de se réfugier un temps dans la clandestinité, dans Coke en stock, avant de reprendre son pouvoir avec l'aide de Tintin[m 13]. De caractère très changeant, voire instable, il est capable de couvrir son fils d'éloge et de multiplier les superlatifs à son égard avant de le maudire quand il est victime de ses farces[13]. Il est inspiré  du roi Abdelaziz ibn Saoud, fondateur de l'Arabie saoudite en 1932[32]. Son nom est construit sur un jeu de mots : en bruxellois, « kaliche zap » signifie « jus de réglisse », une expression utilisée pour désigner trivialement un café insipide[33],[34].
- Ali Ben Mahmoud est un serviteur de l'émir Mohammed Ben Kalish Ezab dans Tintin au pays de l'or noir. Il lui annonce la disparition de son fils Abdallah[m 13].
- Youssouf Ben Moulfrid est le conseiller militaire de l'émir Mohammed Ben Kalish Ezab dans Tintin au pays de l'or noir. Son patronyme consiste en un jeu de mots autour des moules-frites, un plat fréquemment consommé en Belgique[m 14].
- Omar Ben Salaad (Le Crabe aux pinces d'or)

Marocain, apparemment pieux (il va à la mosquée) et respectable, il est l'un des plus grands négociants de la ville de Bagghar au Maroc. Il est extrêmement fortuné et possède un grand palais, des chevaux, des voitures, un avion et beaucoup d'hectares de terre. Il est en réalité à la tête d'une organisation de trafic d'opium, la drogue étant transportée à bord d'insoupçonnables boîtes de crabe dont il est fournisseur. Son salon étant un des accès aux souterrains de la ville, repaire des trafiquants, Ben Salaad est finalement arrêté grâce à l'intervention de Tintin et surtout de Milou qui surgissent du passage secret. Tintin découvre alors à son cou une pince de crabe en or, ce qui confirme que c'est bien lui le chef de l'organisation.
Dans le film Les Aventures de Tintin : Le Secret de La Licorne de Steven Spielberg, il est interprété par Gad Elmaleh.
- Ben Youssef est un serviteur de l'émir Mohammed Ben Kalish Ezab dans Coke en stock, qui se révèle être un espion travaillant pour le compte de son rival le chiekh Bab El Ehr. Il est attaqué par Aïcha, le guépard apprivoisé de l'émir, après avoir marché sur sa queue[m 14].

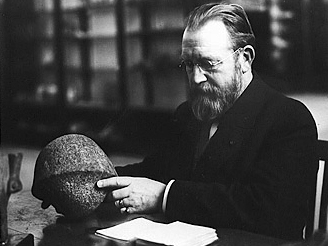
L'égyptologue Jean Capart a servi de modèle pour le personnage d'Hippolyte Bergamotte.

- Hippolyte Bergamotte est un ethnologue, l'un des sept membres de l'expédition Sanders-Hardmuth, dans Les Sept Boules de cristal[36]. C'est un ami de longue date du professeur Tournesol, les deux hommes s'étant connus durant leurs études. Il conserve à son domicile la momie de Rascar Capac, qu'il exhibe dans une vitrine de son salon[m 15]. Son personnage est inspiré de l'égyptologue belge Jean Capart, directeur des Musées royaux d'art et d'histoire de Bruxelles[37].
- Bikoulou est un membre de la tribu indienne des Arumbayas, qui capture Milou dans L'Oreille cassée[m 15].
- Bill est un nom porté par quatre personnages différents dans Tintin en Amérique. Le premier qui apparaît dans l'album est l'un des deux bandits appartenant au Syndicat des Gangsters de Chicago, la bande de Bobby Smiles, qui enlèvent Tintin pour le jeter dans le lac Michigan[m 16]. Le deuxième est un employé des chemins de fer de l'ouest des États-Unis qui est chargé avec son collègue Slim de dynamiter un rocher bloquant la voie[m 16]. Le troisième est un complice de Bobby Smiles qui ligote Tintin sur une autre voie de chemin de fer[m 16]. Enfin, le dernier est un gangster qui enlève Milou en vue d'obtenir une rançon[m 17].
- Bill (5) est le nom d'un mécanicien des chemins de fer britanniques dans L'Île Noire. Il est agressé par le docteur Müller et son complice Ivan[m 17].
- Bison-Flegmatique, dans Tintin en Amérique, est un Indien de la tribu des Pieds-Noirs[m 18].
- Erik Björgenskjöld est un savant suédois de l'université de Stockholm,membre de l'expédition polaire qui part à la recherche de l'aérolithe dans L'Étoile mystérieuse. Il est inspiré physiquement du physicien Auguste Piccard, qui sert ensuite de modèle au professeur Tournesol[38]. D'après le journaliste Nicolas Witkowski, à travers son nom et son prénom, ce personnage pourrait être un mélange de l'authentique explorateur et minéralogiste suédois, le baron Adolf Erik Nordenskjöld et du physicien norvégien Kristian Birkeland, qui établit le lien entre les aurores boréales et les éruptions solaires[39].
- Bob est le pilote d'un avion de reconnaissance chargé de filmer l'éruption du volcan de l'île de Pulau-Pulau Bompa dans Vol 714 pour Sydney. C'est lui qui distingue le radeau pneumatique à bord duquel Tintin et ses compagnons sont naufragés[m 18].
- Hans Boehm est un bandit qui intègre l'équipage de l'avion privé de Laszlo Carreidas à l'aéroport de Singapour , dans Vol 714 pour Sydney. Complice de Spalding, aux ordres de Rastapopoulos, il est chargé des communications radio après que l'avion est détourné[m 19].
- Bohlwinkel est un banquier de Sao Rico qui finance l'expédition du Peary en vue de mettre la main sur le métal inconnu contenu dans l'aérolithe échoué dans l'océan Arctique, dans L'Étoile mystérieuse[40]. Personnage sans scrupules, il ne recule devant rien et utilise des procédés déloyaux pour s'approprier la victoire[40]. Dans la version originale de 1942, il est décrit comme un puissant financier de New York et se nomme « Blumenstein », un nom à consonance juive, et ses traits correspondent aux caricatures antisémites de l'époque, ce qui vaut à Hergé des accusations d'antisémitisme[41]. Le nom « Bohlwinkel » vient du mot bruxellois « bollewinkel », utilisé pour nommer une boutique de confiserie[42],[43].
- Boldov est le pilote de l'avion dans lequel des espions syldaves enlèvent le professeur Tournesol dans L'Affaire Tournesol[m 19].

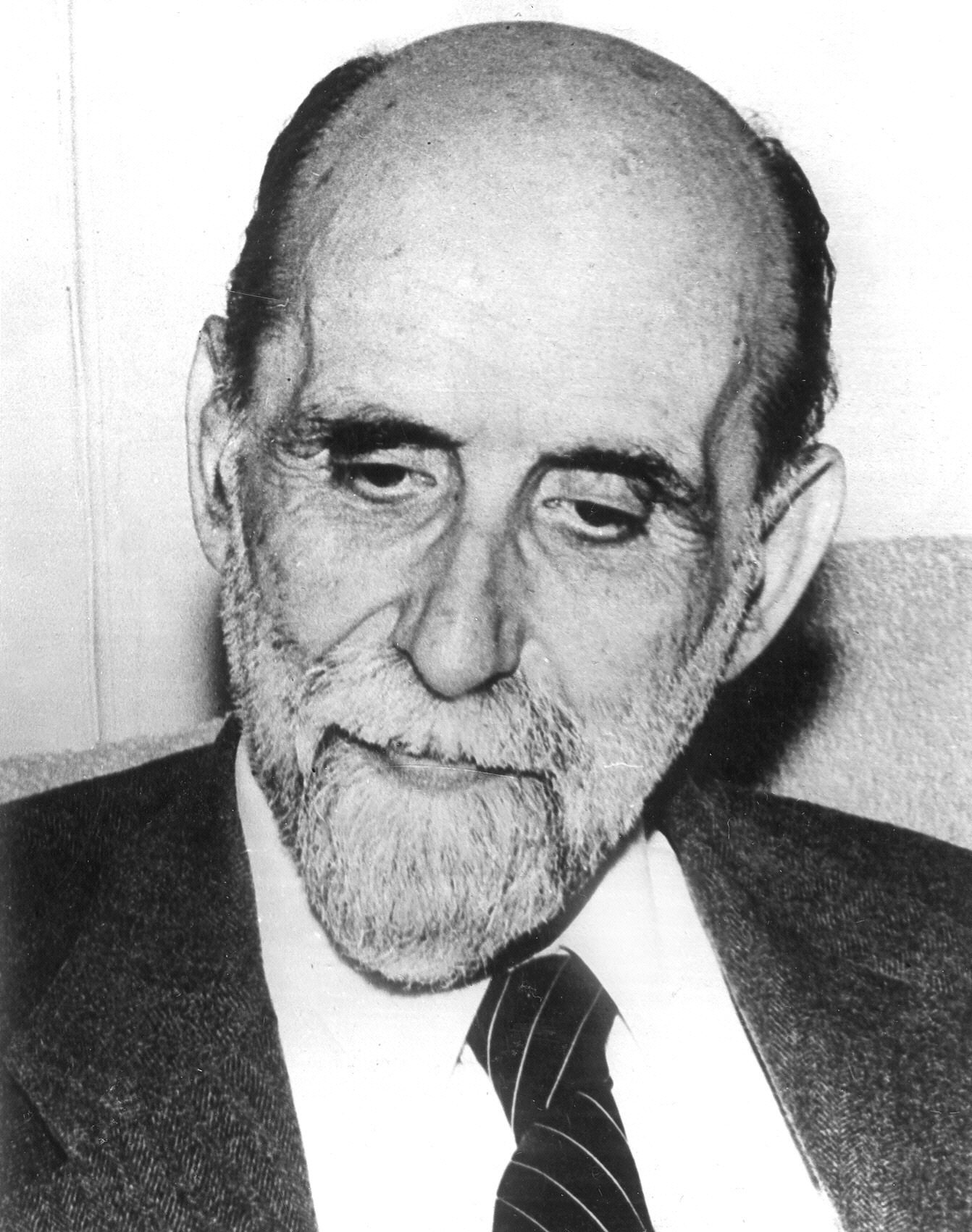
Le poète espagnol Juan Ramón Jiménez inspirant le savant Bolero y Calamares.

- Porfirio Bolero y Calamares est un savant espagnol de l'université de Salamanque qui participe à l'expédition polaire qui part à la recherche de l'aérolithe dans L'Étoile mystérieuse[m 20].
- Hippolyte Bolivar est un haltérophile présenté à Chicago comme l'homme le plus fort du monde dans Tintin en Amérique. C'est en fait un imposteur qui a l'habitude d'utiliser des haltères en bois pour ses démonstrations[m 20].
- Le colonel Boris est l'aide de camp du roi de Syldavie Muskar XII dans Le Sceptre d'Ottokar. Il est en réalité membre de complot qui cherche à le renverser[m 21]. Il éprouve une rancune tenace envers Tintin qui réussit à le démasquer. Il revient dans Objectif Lune sous le nom de colonel Jorgen, et parvient à embarquer secrètement dans la fusée lunaire en vue de la détourner, avec l'aide de l'ingénieur Frank Wolff[m 21].
- Boris est le domestique bordure du professeur Topolino dans L'Affaire Tournesol. Il organise l'enlèvement du professeur Tournesol à Moulinsart[44].
- Boule-de-neige est un jeune garçon africain qui observe au loin le paquebot à bord duquel Tintin débarque en Afrique dans Tintin au Congo[m 22].
- Isidore Boullu est un marbrier sollicité par le capitaine Haddock pour réparer une marche brisée de l'escalier central du château de Moulinsart dans Les Bijoux de la Castafiore. Malgré les appels répétés du capitaine et de Nestor, il ne se presse pas d'effectuer le travail, en prétendant être débordé. Il est aussi membre du groupe des musiciens de l'Harmonie de Moulinsart[m 22].
- Madame Boullu est l'épouse du précédent, chargée de protéger son mari contre les plaintes de ses clients, dans Les Bijoux de la Castafiore[m 23].
- Boustringovitch est un Terroriste bolchevik se faisant passer pour un aubergiste dans Tintin au pays des Soviets. Il tente d'enlever Tintin après l'avoir chloroformé, mais ce dernier simule l'inconscience et parvient à le capturer. Dans sa poche, un document révèle qu'il s'apprêtait à commettre de nombreux attentats à l'explosif. Son patronyme est formé sur le bruxellois « boestring », qui signifie hareng saur[45].
- Brown est un policier de la concession internationale de Shanghai aux ordres de Dawson, dans Le Lotus bleu. Il est chargé de l'arrestation de Tintin[m 23].
- Bruno est un illusionniste du Music-Hall Palace dans Les Sept Boules de cristal. Son numéro consiste à transformer de l'eau en vin, ce qui suscite l'admiration du capitaine Haddock[m 23].
- Brutus est le féroce chien de garde des frères Loiseau, probablement un dobermann, dans Le Secret de La Licorne[m 24].
- Bunji Kuraki est un policier japonais, membre de la Sûreté de Yokohama, qui enquête sur les trafiquants d'opium dans Le Crabe aux pinces d'or. Il est enlevé alors qu'il cherche à avertir Tintin de la menace que représente cette bande, et retenu prisonnier dans les cales du Karaboudjan[m 24].

### C
- Hippolyte Calys est le directeur de l'observatoire dans L'Étoile mystérieuse. Il est la première personne à prédire l'heure à laquelle une météorite heurtera la Terre. Selon lui, ce cataclysme devrait provoquer la fin du monde, mais seul un fragment de l'astéroïde percute finalement la Terre, ne provoquant qu'un tremblement de faible magnitude. Les prévisions du professeur Calys, qui s'appuyaient sur des calculs erronés effectués par son assistant, ne se réalisent donc pas. Il découvre ensuite à l'aide d'un spectroscope que le fragment de la météorite tombé sur la Terre contient un métal nouveau, qu'il baptise d'après son nom : le calystène. Avec Tintin, il organise alors vers l'Arctique une expédition dont il est le chef, pour prendre possession de la météorite et du métal.

C'est un homme très intègre, qui n'hésite pas à abandonner toute chance de prendre possession du métal pour sauver un navire en perdition, à la suite du faux SOS lancé par l'expédition concurrente. Homme de science, Calys s'oppose de par sa personnalité à Philippulus, prophète de la fin du monde (malgré une forte ressemblance physique). Pour Pierre-Louis Augereau, « Calys et Philippulus représenteraient donc le revers et l'avers d'une même médaille : celle de l'observation des astres, et plus précisément de ces étoiles mystérieuses que sont les comètes ». Comme d'autres savants apparaissant dans la série, il est déconnecté de la réalité. Par exemple, alors qu'il croit la fin du monde imminente, il se félicite d'être celui qui en aura déterminé l'heure exacte, déclarant au mépris de toute vraisemblance « Demain, je serai célèbre ! ». Puis, lorsqu'il découvre que son assistant s'est trompé dans ses calculs, il explose de rage et s'en prend à celui-ci. Il ne se réconforte que lorsqu'il découvre qu'un morceau de l'aérolithe est tombé près du pôle Nord.
Dans la première version du scénario d'Objectif Lune concoctée par Jacques Van Melkebeke et à Bernard Heuvelmans, le professeur Calys réapparaissait. Il secondait alors le professeur Tournesol pour son projet lunaire, basé au centre américain de Red Mills (« Moulin rouge »). Il jouait un rôle similaire à celui qui fut finalement alloué à Frank Wolff, puisqu'il trahissait son chef pour les beaux yeux de Rita Hayworth, actrice et danseuse américaine ayant réellement existé. Hergé ne garda de cette mouture que quelques idées et réalisa un scénario très différent.
Il est envisageable que pour le créer, Hergé se soit référé au véritable directeur de l'Observatoire royal de Belgique, à Uccle, Eugène Delporte. Celui-ci faisait lui aussi la chasse aux petits astéroïdes. Cependant, Calys n'a rien à voir physiquement avec lui, ayant le crâne dégarni et le profil en quartier de lune. D'ailleurs, en marollien, « kaal is » signifie « il est chauve », ce qui expliquerait l'origine de son nom. Cependant, vu sa passion pour la confiserie, il est aussi possible que son nom soit dérivé du bruxellois « caliche » = réglisse (cf. Ben Kalish Ezab).
- Canard-Enroué est un Indien de la tribu des Pieds-Noirs, dans Tintin en Amérique[m 25].
- Paul Cantonneau est un professeur suisse de l'Université de Fribourg. Il participe à la mission scientifique polaire dans L'Étoile mystérieuse, apparaissant pour la première fois la veille du départ sur l'Aurore. Il revient dans Les Sept Boules de cristal en tant que membre de l'expédition Sanders-Hardmuth en Amérique du Sud et, comme ses confrères, il est atteint d'une mystérieuse léthargie qui ne cesse qu'à la fin du Temple du Soleil. Bien qu'il s'agisse d'un personnage fictif, une allée porte son nom dans la commune de Givisiez et des universitaires ont créé un fonds scientifique à son nom[48]. Son inspiration est débattue : pour Laurent Missbauer, Hergé se serait inspiré de l'homme politique Georges Python[49], ce qui est contredit par un autre spécialiste de l'œuvre d'Hergé, Alain-Jacques Tornare[50].
- Caraco est un Indien qui sert de guide à Tintin pour le mener en territoire arumbaya dans L'Oreille cassée, avant de l'abandonner par peur de ces derniers. Son nom vient du caraco, un vêtement de femme[m 26]. Bien que son apparition dans l'aventure soit brève, il figure sur la couverture de l'album aux côtés de Tintin, en train de pagayer dans une pirogue.
- Carnawal est l'un des égyptologues momifiés victimes de la malédiction du pharaon Kih-Oskh dans Les Cigares du pharaon[m 27]. Son nom est inspiré par Lord Carnarvon, l'un des savants présents lors de la découverte du tombeau de Toutânkhamon[51], mais c'est également un jeu de mots avec carnaval[m 27].
- Laszlo Carreidas, calembour sur le carré d'as, combinaison de cartes au poker. Il existe aussi un personnage d'Astérix qui porte ce nom : Karédas, qui apparaît dans Astérix chez Rahàzade - 1987[52], Laszlo[53] (Vol 714 pour Sydney)

Milliardaire que Tintin, le capitaine Haddock et le professeur Tournesol rencontrent par hasard lors d'une escale à l'aéroport de Djakarta. Puisque tous se rendent à Sydney, Carreidas leur propose de les prendre à bord de son jet privé pour la fin de leur voyage.
Maladif (il éternue et porte constamment une écharpe et un chapeau qui l'obsède), tricheur (lorsqu'il joue à la bataille navale contre le capitaine Haddock, il surveille son jeu grâce à une caméra cachée dans son jet), irrespectueux envers son personnel (qui complote contre lui), il ne montre pas une image positive du milliardaire. Ce qu'il veut, il l'a, ne serait-ce que pour montrer qu'il est le plus riche. Ainsi, lors d'une vente aux enchères, il n'hésite pas à vouloir souffler à son concurrent Onassis des Picasso, des Braque et des Renoir, à n'importe quel prix. Pourtant, ce compétiteur jaloux possède déjà tant d'œuvres d'art qu'il ne sait plus où les mettre. Ce qui ne l'empêche pas de se montrer avaricieux : il régale son entourage avec la bouteille familiale (plus économique) de Sani-Cola, marque de soda dont il est propriétaire. Allergique à tout son environnement et très soucieux de sa petite santé, il se plaint continuellement du moindre désagrément (fumée de tabac, tremblement de terre...). Particulièrement taciturne, il est surnommé « l'homme qui ne rit jamais », comme Buster Keaton[réf. nécessaire]. Ce trait de caractère disparaît curieusement au contact des amis de Tintin (capitaine Haddock et Tournesol).
Le sérum de vérité administré par le docteur Krollspell révèle que sa cupidité remonte à sa plus tendre enfance. Il se lance même avec Roberto Rastapopoulos, involontairement piqué au sérum par le docteur, à un concours grotesque visant à revendiquer le titre de "génie du mal". Le milliardaire parle alors de son grand-père maternel, un Arménien qui était « sucreur de rahat-lokum à Erzeroum » (page 30), qui a échoué à l'influencer positivement. Dès l'âge de quatre ans, il commit ses premiers forfaits. Par exemple, il vola une bague de sa mère et fit accuser la servante, qui se fit congédier à tort, tandis qu'il riait sous cape. Et la liste de ses pitoyables méfaits aurait sans doute continué s'il n'avait pas été interrompu par l'intervention de Tintin.
Parmi les références possibles, le personnage s'inspirerait de Marcel Dassault, pour les avions, le style vestimentaire, les domaines d'activité et pour la scène initiale qui serait très similaire à un épisode de la vie de Dassault. D'ailleurs, pour l'édition de l'histoire en album, Casterman recommanda à Hergé de supprimer les mentions « cinéma et presse » présentes dans la liste des domaines d'activités de Carreidas, qu'il avait listé dans la version publiée en feuilleton. Cela avait pour but de ne pas trop rappeler Marcel Dassault. Le bédéiste obéit et les remplaça donc par « électronique »... ce qui ne changea rien au problème. Le premier à faire le rapprochement entre le magnat français et le personnage d'Hergé fut Philippe Bouvard dans le quotidien France-Soir. Aussi, l'entrepreneur s'était reconnu en ce personnage. Loin d'être vexé, il s'était au contraire réjoui d'apparaître dans un épisode de Tintin. Comme l'écrivit son biographe autorisé Claude Carlier, l'homme déclara en le découvrant « C'est bien moi ». Il aurait même adressé une lettre de félicitations au dessinateur.
Hergé se défendit de tout rapprochement et, comme c'est souvent le cas lorsqu'il crée des personnages, il ne se base pas que sur un seul modèle. On lui trouve également des similitudes avec Enzo Ferrari, surnommé « Il Commandatore », le même titre que celui par lequel le steward Gino s'adresse à son patron. Son caractère d'homme qui ne rit jamais serait emprunté à l'industriel américain Paul Getty. Quant à son hygiénisme obsessionnel, il serait inspiré de celui qui caractérisait Howard Hughes, autre constructeur d'avions.
- Arturo Benedetto Giovanni Giuseppe Pietro Archangelo Alfredo Cartoffoli di Milano est le conducteur milanais d'une Lancia Aurelia B 20 qui renverse le capitaine Haddock dans L'Affaire Tournesol. Il l'emmène ensuite avec Tintin et Milou dans une folle course-poursuite contre les ravisseurs présumés du professeur Tournesol. Son nom est un jeu de mots avec le mot allemand « kartoffel » qui signifie pomme de terre[m 28].
- Bianca Castafiore est une cantatrice que Tintin rencontre pour la première fois en Syldavie dans Le Sceptre d'Ottokar, avant de devenir un des personnages récurrents de la série[m 29].
- Marc Charlet est l'un des sept membres de l'expédition Sanders-Hardmuth dans Les Sept Boules de cristal, victime comme les autres de la malédiction de Rascar Capac : il s'endort dans un taxi en se rendant chez Tintin après avoir été averti du danger qui le menace et ne se réveille qu'à la fin du Temple du Soleil[m 30].
- Chaubet est un inspecteur de police en civil, chargé de la surveillance du professeur Bergamotte dans Les Sept Boules de cristal[m 30].
- Le capitaine Chester est un marin ami du capitaine Haddock, avec lequel il a navigué plus de vingt ans. Sa seule apparition a lieu dans L'Étoile mystérieuse, lors de l'escale de l'Aurore à Akureyri en Islande. Il permet à Haddock et Tintin d'effectuer le ravitaillement en mazout de leur navire, alors même que la Golden Oil le leur a refusé car elle est financée par la même banque que le navire concurrent Peary. Il est également mentionné dans Le Secret de La Licorne, quand Haddock a l'idée de lui emprunter son chalutier Sirius pour partir à la chasse du trésor de Rackham le Rouge, dans Les Sept Boules de cristal, quand Tintin et Haddock, de passage à Saint-Nazaire, décident d'aller le saluer à La Rochelle où il commande cette fois le Valmy, puis dans Les Bijoux de la Castafiore, quand il adresse une lettre de félicitations au capitaine pour son prétendu mariage avec la Castafiore, annoncé dans un magazine[m 31].
- R. W. Chicklet est un agent de la General American Oil dans L'Oreille cassée, qui désire exploiter du pétrole dans le désert du Gran Chapo, région située aux confins du San Theodoros et du Nuevo Rico. Il tente de soudoyer Tintin, alors colonel aide de camp du général Alcazar, mais éconduit par le héros, il finit par s'adresser directement à ce dernier[m 31]. Ce personnage fait sans doute écho à John Davison Rockefeller Junior, patron de Standard Oil, compagnie pétrolière qui prospérait en Bolivie à l'époque de la parution de L'Oreille cassée[57]. Son nom pourrait être inspiré d'une célèbre marque de chewing-gum[m 31]. Dans les années 1920 et 1930, l'habitude de mâcher du chewing-gum était considérée comme un trait de manque de savoir-vivre typiquement américain et vaguement dégoûtant[58].
- Chiquito, de son vrai nom Rupac Inca Huaco, est un descendant des Incas dans Les Sept Boules de cristal et Le Temple du Soleil.

Ce survivant des derniers Incas apparaît sur la scène d'un music-hall, comme partenaire du lanceur de poignards Ramon Zarate, alias le général Alcazar , mais cet emploi n'est qu'une couverture, car le véritable objectif de sa mission en Europe est la vengeance de la profanation de la sépulture de Rascar Capac par sept explorateurs ; pour cela, il doit les endormir à l'aide d'un gaz enfermé dans des boules de cristal, qu’il doit casser en leur présence. En fait, le véritable nom de Chiquito, qu'il ne porte que sur la scène, est Rupac Inca Huaco. Cet Inca prend tous les risques. Ainsi, il passe par un conduit de cheminée pour atteindre la chambre du professeur Hippolyte Bergamotte. En s'échappant, il est touché par la balle d'un policier et doit se réfugier dans un arbre où sa main laisse un empreinte sanglante. C'est de là qu'il aperçoit le professeur Tournesol portant un bracelet appartenant à la momie de Rascar Capac. Comme cet acte est sacrilège, il l'enlève. Après une chasse à l'homme, il parvient, aidé par des complices, à quitter l'Europe pour le Pérou, à bord du cargo Pachacamac, emportant Tournesol. Dans Le Temple du Soleil, Tintin le retrouve à bord du cargo ; Chiquito lui explique que Tournesol va être sacrifié, puis tente de le capturer, mais celui-ci s'échappe et se fait tirer dessus. On revoit plus tard Rupac Inca Huaco aux côtés de l'Inca, qu'il assiste comme grand prêtre, invoquant le dieu soleil pendant que le bûcher est allumé. Mais une éclipse, prédite par Tintin, interrompt la cérémonie. Les Incas effrayés gracient les condamnés. C'est Chiquito, lui-même, qui détruit les statuettes envoûtées des sept explorateurs, les libérant ainsi de la malédiction et de leur léthargie.
- Cipaçalouvishni est un fakir présenté à Tintin par le maharadjah de Rawajpoutalah dans Le Lotus bleu. Il pratique la chiromancie et annonce au héros les dangers qui l'attendent au cours de l'aventure[m 32].
- Clairmont est le cinéaste membre de l'expédition Sanders-Hardmuth dans Les Sept Boules de cristal. Comme les autres membres, il est frappé d'une mystérieuse léthargie dont il ne sort qu'à la fin du Temple du Soleil[m 32].
- Madame Clairmont est la femme du précédent dans Les Sept Boules de cristal. Spectatrice du Music-Hall Palace, elle apprend de manière brutale, lors du numéro du fakir Ragdalam et de la voyante Yamilah, que son mari est atteint d'un mal mystérieux[m 32]. Elle est selon certains commentateurs de l'œuvre d'Hergé « sans doute la plus jolie femme des aventures de Tintin »[59],[60]. Selon Albert Algoud, Mme Clairmont serait en fait accompagnée du professeur Hornet, que l'on reconnaît assis à sa gauche à la première case de la page 9 (7BC.9A1). Comme elle quitte la salle seule et non accompagnée par Hornet,  Albert Algoud les soupçonne d'adultère, qu'ils s'efforceraient de cacher[61]. Elle ressemble à Madame Legrand de Jo, Zette et Jocko du même Hergé[réf. nécessaire].
- Coco (1), dans Tintin au Congo, est le boy que Tintin engage pour lui servir de guide. Il sauve notamment la vie du héros lorsque celui-ci est capturé par une tribu africaine. Bien que son apparition soit brève, il est présent sur la couverture de l'album[m 33].
- Coco (2) est le perroquet du sculpteur Balthazar dans L'Oreille cassée. L'animal est convoité car il semble l'unique témoin du meurtre du sculpteur. De fait, c'est lui qui révèle le nom de l'assassin à Alonzo Perez et Ramon Bada, tandis que Tintin écoute à la fenêtre[m 33].
- Coco (3) est le perroquet offert par Bianca Castafiore au capitaine Haddock lors de son arrivée à Moulinsart dans Les Bijoux de la Castafiore[m 34].
- Paolo Colombani est le copilote de Piotr Szut dans l'avion privé de Laszlo Carreidas, dans Vol 714 pour Sydney. Il est engagé au pied levé à Téhéran pour remplacer l'ancien navigateur, tombé subitement malade, et se révèle membre du complot chargé de détourner l'avion[m 34].
- Le consul de Poldévie est un homme confondu avec Tintin à l'intérieur du Lotus bleu, la fumerie d'opium, dans l'album du même nom. La Poldévie est un pays imaginaire né d'un célèbre canular mis sur pied en France en 1929 par Alain Mellet, journaliste et membre de L'Action française de Charles Maurras, dans le but de ridiculiser des parlementaires républicains[62].
- Czarlitz est le photographe officiel de la cour de Syldavie, membre du complot visant à destituer le roi Muskar XII dans Le Sceptre d'Ottokar. Il participe au vol du sceptre dans la salle du trésor, son appareil étant muni d'un ressort dans le viseur[m 34].

### D
- Daoud est l'un des serviteurs du professeur Smith dans Tintin au pays de l'or noir, qui participe à la traque du héros dans les sous-sols de la villa[m 35].
- Dawson, J. M. (Le Lotus bleu, Coke en stock)

Dans Le Lotus Bleu, il est le chef de la police de la concession internationale de Shanghai et un ami de l'industriel Gibbons. Pour venger un affront que Tintin a causé à Gibbons, Dawson le fait emprisonner et rosser par trois solides policiers (qui n'y parviennent pas). Puis, après un accord passé avec les autorités japonaises, il fait arrêter Tintin, sur dénonciation de Gibbons, et le remet aux Japonais. Enfin, Mitsuhirato se servira d'une dette que Dawson a envers lui pour le pousser une nouvelle fois à arrêter Tintin, réfugié en territoire chinois. Dawson obtient un mandat d'arrêt auprès de ses collègues chinois et envoie les Dupondt procéder à l'arrestation, qui échouera. Essayant une nouvelle fois d'arrêter Tintin en vain lors de son retour en train à Shanghai, il ne peut que déplorer son impuissance face à l'énergie de Tintin.
Le personnage réapparaît en trafiquant d'armes dans Coke en stock, sous le nom de Dubreuil et pour le compte de Rastapopoulos. Il négocie d'abord avec le général Alcazar une transaction portant sur la vente d'avions de combat Mosquitos. Les Dupondt enquêtent sur lui avec leur efficacité habituelle et mettent involontairement Tintin sur sa piste. Tintin le prend en filature et découvre son dépôt situé dans les faubourgs. Dawson se montre furieux de revoir Tintin se mêler de ses affaires. C'est lui qui fait probablement placer une bombe, par l’intermédiaire de Walter, dans l'avion Wadesdah-Beyrouth emprunté par Tintin et le capitaine Haddock, venus aider l'émir. On apprend à la fin de l'album, par une coupure de journal, que ses activités criminelles sont finalement découvertes en même temps que le reste de l’organisation dirigée par Rastapopoulos.
- Le lieutenant Delcourt est un officier français commandant le poste d'Afghar dans Le Crabe aux pinces d'or. Il recueille Tintin et le capitaine Haddock dans le désert et, plus tard, lui et ses hommes les sauvent d'une attaque de pillards[m 35].
- Le colonel Diaz est l'aide de camp du général Alcazar dans L'Oreille cassée, rétrogradé au rang de caporal au bénéfice de Tintin. Il en tire une certaine rancœur et cherche à se venger du héros en allant jusqu'à rejoindre une société secrète pour organiser une série d'attentats, sans succès[m 36].
- Dick est un bandit qui pilote une vedette maquillée en vaisseau de la police de Chicago dans Tintin en Amérique[m 36].
- Didi est le fils du professeur Wang Jen-Ghié dans Le Lotus bleu. Chargé de protéger Tintin, il lui sauve ainsi la vie à deux reprises avant d'être empoisonné sur ordre de Mitsuhirato, au moyen d'une fléchette au radjaïdjah, le « poison-qui-rend-fou ». Atteint de folie, il n'a plus pour idée que de couper la tête aux hommes et aux animaux afin de les aider à « trouver la voie », selon une phrase qu'il attribue à Lao Tseu. Il est finalement guéri par le remède du professeur Fan Se-Yeng[m 37].
- Diego le Navarrais est le fidèle lieutenant du pirate Rackham le Rouge dans Le Secret de La Licorne, tué en combat singulier par le chevalier François de Hadoque pendant l'abordage de La Licorne[m 37].
- Dorimont est l'un des deux gendarmes à vélo qui manquent de se faire écraser par la voiture des ravisseurs du professeur Tournesol dans Les Sept Boules de cristal[m 38].
- Pedro Joãs Dos Santos est un physicien de l'université de Coimbra, membre de l'expédition polaire à bord de l'Aurore, dans L'Étoile mystérieuse. Il ne joue aucun rôle notable dans l'aventure[m 38].
- Douglas est un marin du Peary qui tente de tirer sur Tintin alors que ce dernier saute en parachute en direction de l'aérolithe, dans L'Étoile mystérieuse. Il en est finalement empêché par son capitaine[m 38].

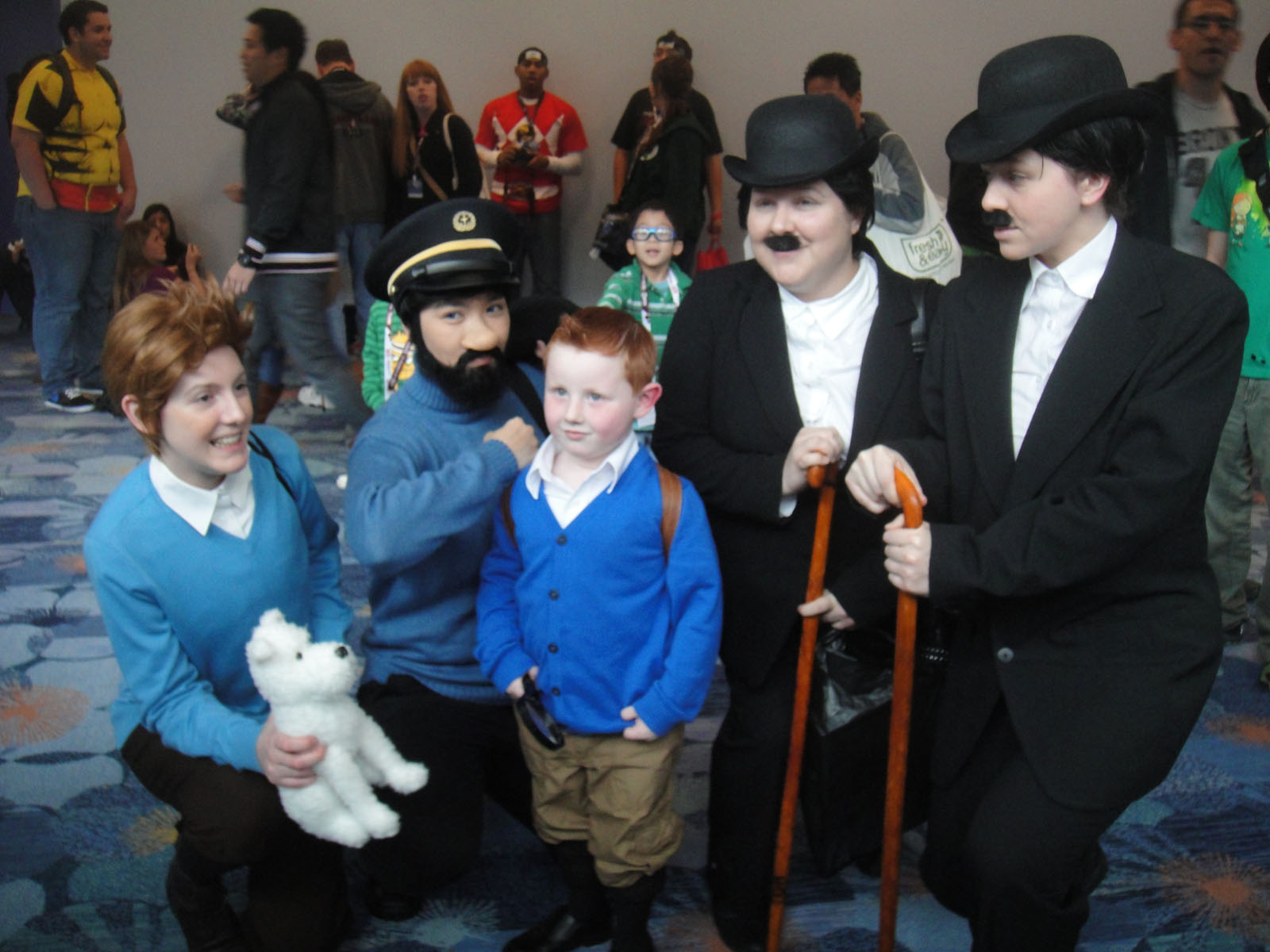
Cosplays des personnages de la série ; à droite les Dupondt.

- Les détectives Dupond et Dupont figurent parmi les personnages récurrents de la série. Leur identité est trouble car leur prénom est inconnu[63] et, bien que physiquement semblables en tous points, excepté la forme de leur moustache[64], qu'ils affirment porter depuis leur plus tendre enfance, ils ne sont pas frères puisque la graphie de leur nom diffère[63]. Reconnaissables à leur costume, leur cravate et leur chapeau melon noirs, le tout par-dessus une chemise blanche, les deux policiers ne se déplacent jamais sans leur canne[63]. Ils sont tour à tour présentés comme membres de la Sûreté (dans L'Île noire) ou de la Police judiciaire (dans Le Sceptre d'Ottokar)[63]. Leur maladresse est légendaire, tout autant que leurs dysfonctionnements verbaux : les Dupondt accumulent les chutes, les chocs, les glissades, les répétitions et les lapsus[65],[66]. Ils se distinguent par leur propension à porter des costumes folkloriques pour tenter de se fondre dans la masse mais qui ne font qu'attirer l'attention[65].

### E
- Ernestine est la concierge du professeur Euclide, dans L'Oreille cassée[m 39].
- Mik Ezdanitoff est un savant qui travaille à la revue Comète, dans Vol 714 pour Sydney. Il se dit en relation avec une civilisation extraterrestre avec laquelle il communique par télépathie pour les informer des activités humaines dans tous les domaines. Il pratique également l'hypnose et aide Tintin et ses amis à s'échapper de l'île de Pulau-Pulau Bompa, ravagée par une éruption volcanique, en appelant une soucoupe volante[m 39]. Il s'exprime en usant d'une syntaxe archaïque et en roulant les « r », ce qui traduit ses origines slaves, probablement russes. Son nom vient de l'expression « Is dat niet tof ? », qui, en bruxellois, peut se traduire par « C'est pas beau ça ? » ou « N'est-ce pas que c'est chouette ? », tandis que son physique est inspiré de Jacques Bergier, cofondateur avec Louis Pauwels de la revue Planète et coauteur, avec le même, de l'ouvrage Le Matin des magiciens[m 39],[67].
- Le professeur Euclide est un savant extrêmement distrait qui ne cesse d'oublier ou confondre les objets de la vie quotidienne, dans L'Oreille cassée. Il est uniquement nommé dans la version originale en noir et blanc de l'aventure, et non dans sa version colorisée définitive[m 39],[68].

### F
- Le Fakir présent dans Les Cigares du pharaon et Le Lotus bleu est l'un des principaux membres de la bande de trafiquants d'opium aux ordres de Rastapopoulous. Redoutable ennemi de Tintin, il utilise ses pouvoirs paranormaux pour jouer des tours au héros et se montre capable d'hypnotiser ses adversaires, de dresser des cordes dans le vide ou de se libérer de ses liens. Il envoie également des fléchettes enduites de radjaïdjah, un poison qui rend fou, et enlève le fils du maharadjah de Rawhajpoutalah, avant d'être capturé à son tour[m 40].
- Le professeur Fan Se-Yeng est un savant chinois reconnu pour ses travaux sur la folie, dans Le Lotus bleu. Enlevé par Mitsuhirato qui veut empêcher la guérison des victimes du radjaïdjah, il est finalement libéré et parvient à trouver un antidote à la fin de l'aventure[m 41].
- Aristide Filoselle est un fonctionnaire retraité qui apparaît dans Le Secret de La Licorne. Kleptomane spécialisé dans le vol de portefeuilles, il en possède de très nombreux exemplaires, la plupart appartenant aux Dupondt qui sont chargés de sa capture[m 42]. Il est également présent dans le film Les Aventures de Tintin : Le Secret de La Licorne.
- Le docteur Finney, est le médecin de la colonie anglaise établie dans la jungle indienne, dans Les Cigares du pharaon[m 42].
- Fleurotte est le garagiste chez qui Fourcart faisait entretenir sa voiture dans Tintin et l'Alph-Art.
- Foudre Bénie est un moine tibétain du monastère de Khor-Biyong, dans Tintin au Tibet. Il possède à la fois les dons de lévitation et de clairvoyance, et c'est grâce à ses visions, dont il ne garde ensuite aucun souvenir, qu'il avertit les autres moines que Tintin et ses compagnons ont été surpris par une avalanche, puis qu'il découvre la présence de Tchang auprès du yéti[m 42].
- Fourcart est un expert et propriétaire d'une galerie d'art contemporain exposant des œuvres de Ramo Nash dans Tintin et l'Alph-Art. Il meurt de façon suspecte dans un accident de voiture avant d'avoir pu faire des révélations importantes à Tintin.
- François est un chauffeur de car de la compagnie Swissair qui assure la liaison entre l'aéroport de Genève-Cointrin et le centre-ville, dans L'Affaire Tournesol[m 43].
- Fred est un membre de la police montée de l'ouest des États-Unis, dans Tintin en Amérique[m 43].

### G
- Gibbons (1) est un membre de la bande d'Al Capone dans Tintin au Congo. Il charge Tom d'assassiner Tintin, qui le fait arrêter en gagnant sa confiance[m 44].
- Gibbons (2) est un riche industriel américain établi à Shanghai, dans Le Lotus bleu. Directeur de l'American and Chinese Steel Company et membre de la haute société de la concession internationale, c'est un personnage extrêmement antipathique, grossier, raciste et brutal. Il considère les Occidentaux comme supérieurs aux Chinois et voue une haine tenace à l'encontre de Tintin depuis que ce dernier a choisi de défendre un conducteur de pousse-pousse contre lui[m 44]. Un dénommé William Gibbons apparaît dans le 25e album de Blake et Mortimer, La Vallée des Immortels. Il est décrit comme un industriel américain ayant dû abandonner ses usines métallurgiques lors de la rétrocession de Shanghai à la république de Chine, et résidant désormais à Hong Kong[69].
- Gino (1) est un photographe paparazzi  travaillant pour le magazine italien Tempo di Roma qui profite d'une interview donnée par la Castafiore à une chaîne de télévision pour s'introduire au château de Moulinsart à l'insu de tous et la prendre en photo, dans Les Bijoux de la Castafiore. Ces clichés volés font plus tard la une du magazine. Il réapparaît dans Tintin et les Picaros parmi les journalistes qui viennent interroger le capitaine Haddock au sujet de l'arrestation de la Castafiore par le général Tapioca[m 45]. Le nom de son magazine, fictif, renvoie à un roman homonyme écrit par le romancier belge Alexis Curvers et publié en 1957[25].
- Gino (2) est le steward napolitain du milliardaire Laszlo Carreidas dans Vol 714 pour Sydney. Il est, avec Piotr Szut, le seul membre de l'équipage qui ne prend pas part au complot contre son patron[m 46].
- Samuel Goldwood est un riche américain qui achète l'authentique fétiche arumbaya contenant le diamant chez J. Balthazar, dans L'Oreille cassée. En apprenant que c'est un fétiche volé, il le restitue à son musée d'origine[m 46].
- Grand Précieux (Tintin au Tibet)

Abbé du monastère de Khor-Biyong, où Tintin, Milou, le capitaine Haddock et Tharkey trouvent refuge après avoir survécu à une avalanche. Il surnomme Tintin « Cœur Pur », reprenant ainsi le surnom que lui a donné Foudre Bénie. Le capitaine est « Tonnerre Grondant ». Le Grand Précieux offre ensuite une écharpe de soie (khatag) à Tintin et le bénit pour la ferveur de son amitié, pour son audace et sa ténacité.
- Guarneri est un technicien présent sur le terrain d'atterrissage de la fusée au Centre de recherche atomique de Sbrodj, dans On a marché sur la Lune[m 47].

### H
- Le capitaine Haddock, Archibald de son prénom, est un marin que Tintin rencontre dans Le Crabe aux pinces d'or. À ce stade, il n'est qu'un ivrogne manipulé par son équipage et assommé par le whisky dont l'abreuve son lieutenant Allan Thompson pour exercer le commandement à sa place[70]. Avec l'aide de Tintin, le capitaine parvient à se libérer et à recouvrer sa dignité[71]. Personnage bourru doté d'un caractère insoumis, il est aussi maladroit qu'impulsif[72],[70]. Son tempérament se manifeste à travers les invectives et les nombreux jurons qu'il profère, mais son cœur tendre se révèle quand il se prend de pitié pour les esclaves africains dans Coke en stock ou qu'il invite des romanichels à s'installer chez lui dans Les Bijoux de la Castafiore[70]. En dépit de sa respectabilité retrouvée auprès de Tintin, le capitaine ne peut se détacher de son penchant pour l'alcool, et plus particulièrement le whisky. Il est pourtant élu président de la Ligue des marins antialcooliques dans L'Étoile mystérieuse, ce qui ne l'empêche pas de faire embarquer plusieurs caisses de whisky à bord de son navire[73].
- Le chevalier François de Hadoque est l'ancêtre du capitaine Haddock, capitaine de la marine royale à qui le roi Louis XIV avait fait don du château de Moulinsart en 1695. Commandant du vaisseau La Licorne, son histoire est contée dans Le Secret de La Licorne et Le Trésor de Rackham le Rouge[m 48].
- Alfred et Nestor Halambique sont deux frères jumeaux qui interviennent dans Le Sceptre d'Ottokar. Nestor, brillant sigillographe propose à Tintin de l'accompagner en Syldavie, mais il est enlevé par des révolutionnaires syldaves qui cherchent à renverser le roi Muskar XII. Son frère Alfred usurpe son identité en vue de voler le sceptre du roi et le contraindre à abdiquer[m 49]
- Le général Haranochi est un militaire japonais pour lequel Tintin se fait passer dans Le Lotus bleu, ce qui lui permet d'entrer dans Shanghai alors qu'il est recherché par toutes les polices[m 50]. Il profère le juron « scrognognō », adaptation pseudo-japonaise du scrogneugneu français, juron considéré comme typique des officiers militaires.
- Harry est le capitaine de la brigade des pompiers d'Eastdown, dans L'Île Noire[m 50].
- D'Hartimont, Thomas (Tintin et l'Alph-Art)

Journaliste interviewant l'émir Ben Kalish Ezab lors de son passage en Europe. Son entretien télévisé est alors perturbé par une farce d'Abdallah.
- Hassim est l'un des serviteurs de l'émir Mohammed Ben Kalish Ezab, chargé d'accompagner son fils Abdallah dans Coke en stock[m 50].
- Tom Hawake est un bandit qui travaille aux établissements Slift, spécialisés dans les conserves de charcuterie, dans Tintin en Amérique. Il tente de supprimer Tintin quand il lui fait visiter l'usine, en vain[m 51]. Dans la version noir et blanc, il s'appelle Tom Awake. La marque est inspirée de la réelle Swift, qui possédait un immense abattoir à Chicago[74].
- Hayward est un homme de main du banquier Bohlwinkel qui échoué dans une mission qui devait retarder le départ de l'Aurore en déposant une cartouche de dynamite sur le pont du bateau, dans L'Étoile mystérieuse[m 52].
- Himmerszeck est un agent bordure qui, avec son compère Kronick, est chargé de surveiller Tintin et le capitaine dans un hôtel de Szohôd, dans L'Affaire Tournesol[m 52]. Himmerszeck est une transposition phonétique du flamand immer ziek qui signifie « toujours malade »[75].
- Honorat est le vainqueur du grand cross international présenté aux actualités dans le cinéma de Shanghai où Tintin a trouvé refuge, dans Le Lotus bleu[m 53].
- Hornet est l'un sept membres de l'expédition Sanders-Hardmuth, conservateur du musée d'histoire naturelle, dans Les Sept Boules de cristal. C'est l'avant-dernier membre de l'expédition à être endormi par le bris d'une boule de cristal, dans son bureau, à la suite d'une bourde des Dupondt qui étaient chargés d'assurer sa sécurité. Comme ses confrères, il ne recouvre la raison qu'à la fin du Temple du Soleil[m 53].
- Huascar est un inca, grand prêtre du soleil, chargé d'allumer le bûcher destiné à brûler Tintin et ses amis dans Le Temple du Soleil. Chargé de surveiller les héros au début de l'aventure, il organise le sabotage du train qui doit les conduire vers Jauga puis, ému par la générosité de Tintin envers Zorrino, il lui confie un talisman protecteur qui permettra au jeune garçon de rester en vie[m 54].

### I
- Ibn-Abou-Bekhr, est un sergent arabe particulièrement autoritaire qui force Tintin à s'enrôler dans l'armée sous le nom de « Beh-Behr » dans Les Cigares du pharaon[m 55]. Il est appelé Ibn Nedjd Bekhr dans la première version noir et blanc de l'album[76].
- L'Inca (Le Temple du Soleil)

Avec ses disciples, il perpétue secrètement la tradition des Incas au sein du Temple du soleil qui se trouve au fin fond de la cordillère des Andes. Le « Noble fils du soleil » condamne à mort Tintin et le capitaine Haddock pour avoir commis le sacrilège de s'être introduit dans le temple. Puis il se montrera clément et même généreux avec eux après avoir vu Tintin « commander » le soleil.
Dans l'adaptation Tintin et le Temple du Soleil, il est le père d'une princesse nommée Maïta qui est amoureuse de Zorrino et qui souhaite le pardon aux protagonistes pour leur irruption.
- Irma est la camériste (femme de chambre) de Bianca Castafiore. Elle apparaît brièvement dans L'Affaire Tournesol, accueillant les visiteurs dans la loge de la cantatrice à l'opéra de Szohôd, puis accompagne sa maîtresse, à laquelle elle est entièrement dévouée, au château de Moulinsart dans Les Bijoux de la Castafiore. Aussi émotive que la cantatrice dont elle subit les caprices, Irma se montre capable de violence lorsque les Dupondt l'accusent à tort du vol de l'émeraude. Dans Tintin et les Picaros, elle est condamnée à mort puis délivrée en même temps que la Castafiore[m 55].
- Ivan est l'homme de main et le chauffeur du docteur Müller, dans L'Île Noire. Il apparaît d'abord aux côtés de Wronzoff et d'un autre bandit à Littlegate, pour tendre une embuscade à Tintin, avant de retrouver le docteur Müller dans sa villa d'Eastdown. D'abord vêtu d'un uniforme, il revêt ensuite une tenue plus sportive[m 56].

### J
- Jacko est un perroquet embarqué à bord du bateau qui conduit Tintin au Congo, et qui excite Milou avant de lui mordre la queue[m 57].
- E.P. Jacobini (1) est un égyptologue qui a violé la sépulture du pharaon Kih-Oskh, dans Les Cigares du pharaon. Il est représenté dans un sarcophage sur la couverture de l'album et, dans celui-ci, avec les traits d'Edgar P. Jacobs, le dessinateur et assistant d'Hergé[m 57].
- Jim est l'un des trois parachutistes qui infiltrent la base de Sbrodj dans Objectif Lune[m 58].
- Le colonel Jimenez est un militaire de l'armée du San Theodoros qui vient chercher les bandits Ramon Bada et Alonzo Perez sur le paquebot Ville de Lyon, dans L'Oreille cassée[m 58].
- Jimmy est le nom d'un cow-boy dont Tintin vole le cheval dans Tintin en Amérique[m 59].
- Johnson est le secrétaire particulier de Bohlwinkel dans L'Étoile mystérieuse. Il est chargé de transmettre les ordres de son patron et de recevoir ses messages[m 59].
- Joubert est un inspecteur de la Sûreté, supérieur hiérarchique des Dupondt dans Tintin au pays de l'or noir[m 60].
- Le colonel Juanitos est un militaire de l'armée du San Theodoros qui reçoit l'ordre d'arrêter Tintin dans L'Oreille cassée[m 60].
- Jules (1) est le gardien du musée ethnographique dans 'L'Oreille cassée[m 60].
- Jules (2) est le conducteur d'une Citroën noire dans L'Affaire Tournesol[m 61].
- Ju-Lin, Liou (Le Lotus bleu)

Ami du professeur Fan Se-Yeng. Il organise une réception en son honneur. C'est en revenant de chez son hôte que le professeur est enlevé. En enquêtant sur sa disparition, Tintin se rend chez Liou Ju-lin qui lui apprend que le professeur a quitté la réception en compagnie de Rastapopoulos.
- Jumbo est l'un des matelots du cargo Karaboudjan dans Le Crabe aux pinces d'or[m 61].

### K
- Kaloma est le chef de la tribu des Arumbayas dans L'Oreille cassée. L'explorateur Ridgewell est son traducteur. C'est lui qui révèle à Tintin la véritable histoire du fétiche. Dans Tintin et les Picaros, il accueille le héros et le général Alcazar pour un repas particulièrement épicé[m 62].
- Le major Kardouk, dans L'Affaire Tournesol, est le commandant de la forteresse de Bakhine, en Bordurie, où le professeur Tournesol est détenu. Il est dupé par Tintin et le capitaine Haddock qui, déguisés en membres de la Croix-Rouge, parviennent à lui faire contresigner l'ordre de libération du savant[m 62].
- Kaviarovitch est un agent secret syldave dans Le Sceptre d'Ottokar, chargé de surveiller les révolutionnaires exilés. Il tente de rencontrer Tintin pour le mettre en garde mais il est attaqué devant l'appartement du reporter et devient amnésique[m 63]. Son nom est un calembour construit sur le nom « caviar »[m 63].
- Kavitch est le secrétaire du colonel Sponsz, dans L'Affaire Tournesol. Son nom vient du bruxellois « cavitje », un mot utilisé pour désigner un débit de boisson établi dans une cave[m 63].
- J. Kroïszvitch est le propriétaire d'un restaurant syldave, situé au 38, rue des Écureuils, dans Le Sceptre d'Ottokar. Son établissement sert de lieu de rendez-vous des conspirateurs syldaves exilés[m 64]. Ce personnage figure également dans La Machination Voronov, dixième aventure de la série Blake et Mortimer[77], ainsi que dans l'album Laser Ninja de la série Lou !, où il joue le rôle du professeur de syldave de la mère de l'héroïne[78].
- Le docteur Krollspell est le directeur d'un institut psychiatrique de New Delhi dans Vol 714 pour Sydney. Complice de Rastapopoulos, il met au point le sérum de vérité grâce auquel le bandit espère extorquer la fortune du milliardaire Laszlo Carreidas. Capturé par Tintin et le capitaine Haddock, il devient finalement leur allié. Après avoir subi un effacement de la mémoire par les extraterrestres, il est retrouvé errant dans les environs de New Delhi[m 64]. Selon Hergé, Krollspell a travaillé pour les nazis durant la seconde guerre mondiale. En marollien, « krollspell » évoquerait le jeu de la boucle[m 64].
- Le lieutenant Kromir, dans Le Sceptre d'Ottokar, est l'officier chargé d'accompagner l'imposteur Alfred Halambique jusqu'au château de Kropow, où est conservé le trésor royal syldave[m 65].
- Kronick est un agent bordure chargé de surveiller, avec son collègue Himmerszeck, Tintin et le capitaine Haddock dans leur hôtel de Szohôd, dans L'Affaire Tournesol[m 65].
- Kurt est le commandant du sous-marin nommé Requin dans Coke en stock. Il est chargé par Rastapopoulos de torpiller et couler le cargo Ramona[m 65]. On apprend à la fin de l'album, via une coupure de journal, que l'équipage du sous-marin, dont probablement Kurt, est composé d'anciens officiers allemands oubliés à la fin de la Seconde Guerre mondiale.

### L
- Laijot est une comptable revêche de la galerie Fourcart, dans Tintin et l'Alph-Art, qui se plaint d'avoir usé ses yeux en vingt-cinq ans de travail. Elle est inspirée de Josette Baujot, coloriste d'Hergé, qui n'a cessé de lui reprocher d'avoir usé ses yeux à mettre en couleurs ses cases pendant des décennies, ce qui laisse penser à un règlement de comptes de la part du dessinateur à travers ce personnage[24].
- Jean-Loup de la Batellerie est un journaliste de Paris-Flash, qui travaille en étroite collaboration avec son photographe Walter Rizotto[m 66]. Les deux personnages apparaissent dans Les Bijoux de la Castafiore où ils parviennent à se faire inviter au château de Moulinsart pour interviewer Bianca Castafiore. À la recherche du moindre scoop pour doper les ventes de leur magazine, ils annoncent, à la suite d'un quiproquo dû à la surdité du professeur Tournesol, le mariage de la cantatrice avec le capitaine Haddock[m 66]. Hergé les intègre dans la version remaniée de L'Île Noire en 1965, album pourtant antérieur aux Bijoux, puis les fait venir une dernière fois à Moulinsart dans Tintin et les Picaros. Jean-Loup de la Batellerie est directement inspiré du journaliste et romancier Philippe de Baleine, à l'époque jeune journaliste et romancier[79], figure emblématique du magazine Paris Match[25].
- Séraphin Lampion est un assureur de l'agence Mondass qui s'introduit par hasard à Moulinsart un soir d'orage dans L'Affaire Tournesol[80],[m 67]. Personnage sans gêne et volubile, aussi jovial que vulgaire[m 67], il agrémente son récit de nombreuses digressions et de traits d'humour pesants, tout en restant indifférent à l'impatience de ses interlocuteurs[81]. Hergé confie dans un entretien à l'écrivain Numa Sadoul que l'idée de ce personnage tient de l'une de ses propres rencontres : « C'est dans le passé que j'ai puisé le modèle de Lampion. Pendant la guerre, alors que j'habitais Boitsfort, je reçois la visite d'un brave homme qui venait me vendre je ne sais plus quoi, qui s'assied et qui me dit, en me désignant mon fauteuil : Mais asseyez-vous donc ! »[82]
- Le professeur Laubépin est l'un des sept membres de l'expédition Sanders-Hardmuth dans Les Sept Boules de cristal. Comme ses confrères, il subit la vengeance de Rascar Capac et ne sort de sa mystérieuse léthargie qu'à la fin du Temple du Soleil[m 68].
- Le professeur W.R Law, directeur de l'Office des statistiques, est chargé du bulletin d'actualité qu'écoute le sheriff de Tintin en Amérique.
- Le Goffic est le commandant du paquebot Ville-de-Lyon qui conduit Tintin au San Theodoros dans L'Oreille cassée[m 69].
- Lobsang est un jeune moine du monastère de Khor-Biyong dans Tintin au Tibet[m 70].
- Les frères Loiseau sont des antiquaires malhonnêtes, propriétaires du château de Moulinsart  dans Le Secret de La Licorne. Le prénom de l'un des deux frères, Maxime, est mentionné dans Le Trésor de Rackham le Rouge, tandis que seule l'initiale « G. » est mentionnée pour le second. Ils amassent dans la crypte du château d'innombrables antiquités et acquièrent notamment l'une des trois maquettes du navire La Licorne. Ayant découvert le parchemin qui y était caché, ils se lancent à la poursuite des deux autres répliques et deviennent ainsi les adversaires de Tintin et Haddock dans la course au trésor de Rackham le Rouge. Ils ne reculent devant aucun moyen pour s'en emparer et vont jusqu'à assassiner leur complice Barnabé et à enlever Tintin. Ils sont finalement arrêtés[m 71].
- Lulitzosoff est un cavalier cosaque dans Tintin au pays des Soviets qui capture Tintin qui a gelé en tombant dans un lac[83].

### M
- Mike Mac Adam est un détective qui tente sans succès de retrouver Milou puis Tintin, enlevés par des gangsters dans Tintin en Amérique[m 72].
- Jimmy Mac Duff est le propriétaire d'un léopard apprivoisé et fournisseurs des plus grands zoos d'Europe dans Tintin au Congo[m 72].
- Mac O'Connor est un trafiquant de drogue embarqué sur le Speedol Star dans Tintin au pays de l'or noir. Il se fait passer pour un membre de l'Intelligence Service pour s'attirer la sympathie des Dupondt[m 73].
- Le maharadjah de Rawhajpoutalah est le souverain d'un État indien qui accueille Tintin dans son palais, dans Les Cigares du pharaon. Il est menacé par les membres d'un réseau international de trafic d'opium, contre qui il mène une lutte active. Son plus proche conseiller est d'ailleurs un traître membre de cette bande[m 74].
- Manolo est le domestique affecté à la surveillance du capitaine Haddock et du professeur Tournesol dans Tintin et les Picaros[m 74].
- Martine Vandezande est la secrétaire de Fourcart, propriétaire d'une galerie d'art contemporain et membre de la secte d'Endaddine Akass dans Tintin et l'Alph-Art.
- Matéo est l'un des tzigane qui campent près du château de Moulinsart dans Les Bijoux de la Castafiore. Il est de tempérament méfiant et cherche à éloigner Tintin du campement[m 75].
- Miarka est la nièce du précédent. Égarée loin du campement, elle est retrouvée par Tintin et Haddock qui la ramènent à sa famille. Plus tard, elle trouve, au pied d'un arbre, une paire de ciseaux dorés, appartenant à Irma et dérobée par une pie, un vol dont les Gitans sont accusés à tort[m 75]. Elle est directement inspirée de la « petite bohémienne aux peupliers hantés par les pies bavardes », la fille à l'ourse du roman éponyme de Jean Richepin publié en 1883[84].
- Michel est un technicien de l'observatoire du Centre de recherche atomique de Sbrodj, dans Objectif Lune.
- Miller est un espion agissant pour le compte d'une grande puissance étrangère, chef du gang qui cherche à détourner la fusée lunaire dans Objectif Lune et On a marché sur la Lune. Son nom de code est KM2[m 76].
- Milou est le chien de Tintin, présent comme son maître dans tous les albums.
- Mirza (1) est le nom d'un chien de Chicago confondu avec Milou par le détective Mike Mac Adam dans Tintin en Amérique[m 77]. Onze pages plus loin dans le même album, Mirza (2) est un griffon perdu dont on peut seulement lire le nom sur une affiche promettant une récompense à qui le ramènera.
- Mirza (3) est un chien dont la maîtresse s'abrite très longuement dans une cabine téléphonique pendant une averse, alors que Tintin est pressé de téléphoner, dans Le Secret de La Licorne[m 77].
- Mitsuhirato est un Japonais qui habite Shanghai, rencontré par Tintin dans Le Lotus bleu. Le héros se confie à lui sans hésitation, mais sous ses apparences courtoises, Mitsuhirato est en fait le chef d'un réseau de trafiquant de drogues, doublé d'un agent secret. À la solde du Japon, il fomente des troubles politiques au Lotus Bleu, une fumerie d'opium. Il se suicide à la fin de l'aventure[m 78].
- Le général Mogador est le chef d'État du Nuevo Rico, en guerre contre le San Theodoros dans L'Oreille cassée[m 78].
- Mohammed (1) est un personnage qui livre les sarcophages contenant Tintin, Milou et le professeur Philémon Siclone à un marin du Sereno dans Les Cigares du pharaon[m 79].
- Mohammed (2) est le chauffeur de la voiture dont les occupants, partisans du cheik Bab El Ehr, enlèvent Tintin à Khemkhâh dans Tintin au pays de l'or noir[m 79].
- Jacques Monastir, dans Tintin et l'Alph-Art, est un expert d'art renommé qui disparaît en mer, près de l'archipel des Sanguinaires, au large de la Corse.
- Mourad est un serviteur du professeur Smith, dans Tintin au pays de l'or noir[m 79].
- Muganga est le sorcier de la tribu des Babaoro'm dans Tintin au Congo. Il abuse de la crédulité des villageois qui le destituent et choisissent Tintin à sa place. Membre de la société secrète des Aniotas, il veut se venger du héros et s'associe au bandit Tom, mais il manque d'être étouffé par un boa constricteur et ne doit sa vie qu'à l'intervention de Tintin. Son nom signifie « l'homme qui soigne » en swahili[m 80].
- Le docteur Müller, alias Mull Pacha (L'Île Noire, Tintin au pays de l'or noir, Coke en stock)

Ennemi de Tintin. Dans L'Île Noire, sous la couverture de ses activités de docteur et directeur d'asile, Müller est un membre de la bande internationale de faux-monnayeurs que Tintin finit par démanteler.
Le docteur s'installe par la suite au Khemed où Tintin le retrouve dans Tintin au pays de l'or noir, sous le nom de professeur Smith, archéologue, alors qu'il défend les intérêts de la compagnie Skoil. Il kidnappe Abdallah, fils de Ben Kalish Ezab, pour faire pression sur l'émir, mais Tintin intervient et le délivre.
On comprend alors que Müller était l'inventeur des comprimés N14 destinés à falsifier l'essence.
On le retrouve brièvement dans Coke en stock, où il occupe, sous le nom de Mull Pacha, un poste de général ou de colonel dans l'armée de Bab El Ehr, sans doute pour services rendus… Ce nom évoque celui du chef de la Légion arabe, Sir John Bagot Glubb (surnommé Glubb Pacha). Malgré ses ordres, les attaques de l'armée contre Tintin échouent assez lamentablement.
Ne portant au tout début qu'une moustache, une barbiche et une couronne de cheveux, il arbore plus tard (à partir de son installation au Khemed) une barbe plus fournie (et complète) et un crâne totalement chauve. Malgré ces apparences, la forme caractéristique de son nez permet de le reconnaître indubitablement. Son sort final est inconnu, il est présumé emprisonné ou exécuté.
- Muskar XII est le roi de Syldavie dans Le Sceptre d'Ottokar. C'est un monarque éclairé qui conduit lui-même sa voiture. Tintin parvient à le convaincre qu'un complot se trame contre lui et menace le pays d'une annexion par la Bordurie. À la fin de l'album, il décore Tintin chevalier de l'ordre du Pélican d'Or, la plus haute distinction du pays[m 81].

### N
- Ramo Nash est un artiste peintre jamaïcain dans Tintin et l'Alph-Art, grande figure de l'art contemporain et concepteur de l'Alph-Art. Le capitaine Haddock le rencontre par hasard dans la galerie de Fourcart en voulant éviter la Castafiore puis, suivant les conseils de cette dernière, il lui achète un H en plexiglas. La suite de l'aventure révèle que Ramo Nash est l'un des principaux acteurs d'un trafic de fausses œuvres d'art aux ordres du gourou Endaddine Akass. La création de ce personnage s'inspire largement de la biographie de Fernand Legros, célèbre faussaire des années 1970[85],[21].
- Nestor est le majordome du château de Moulinsart. D'abord sous les ordres des frères Loiseau dans Le Secret de La Licorne, il est maintenu à son poste par le capitaine Haddock, nouveau propriétaire des lieux. Élégant, discret et courtois, ce personnage profite parfois de sa position pour écouter aux portes ou pour observer par le trou de la serrure[m 82].

### O
- Œil-de-bœuf est un Indien de la tribu des Pieds-Noirs, frère de Bison-Flegmatique, dans Tintin en Amérique[m 83].

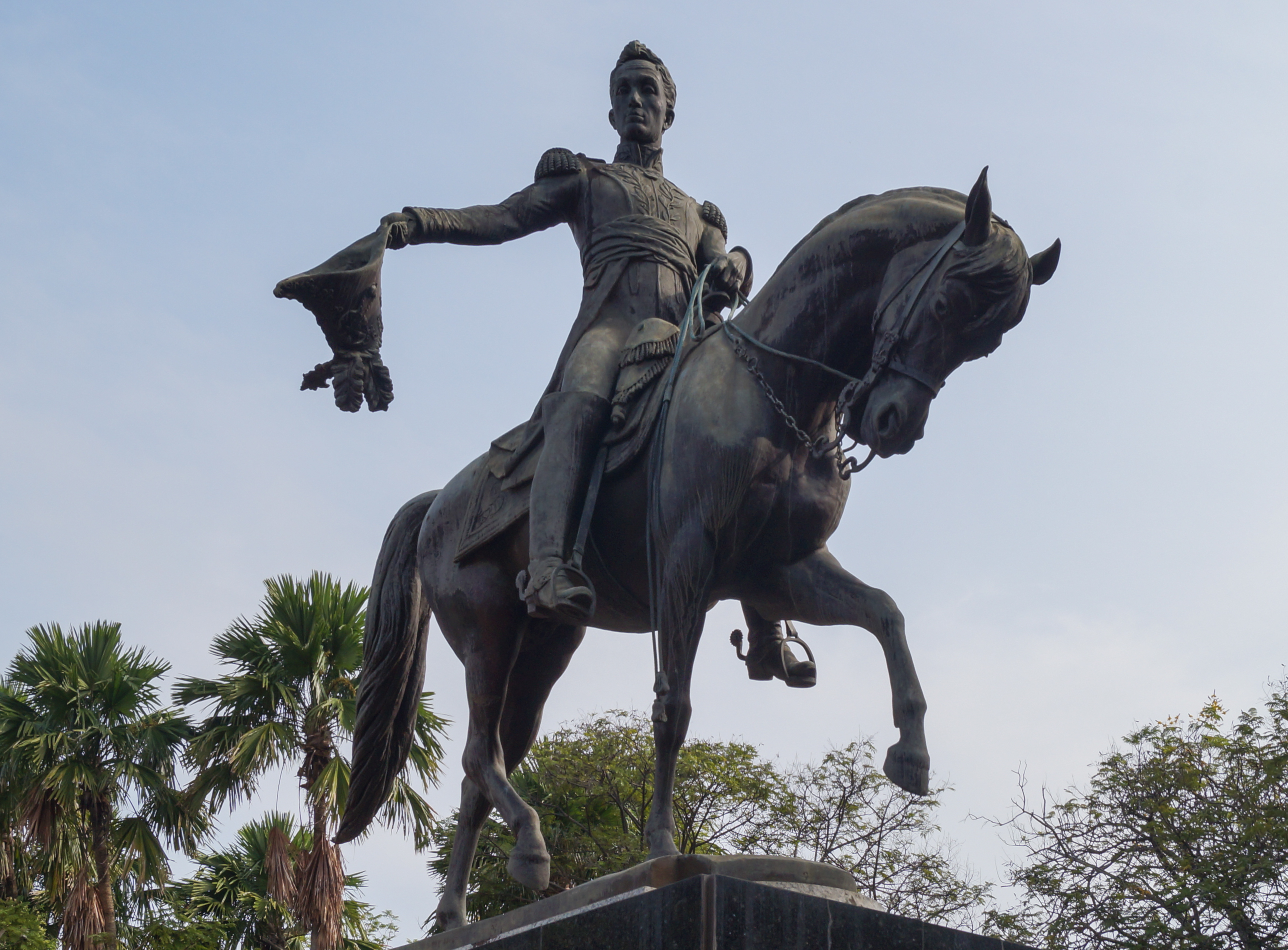
Monument à Simón Bolívar, Maracaibo, Venezuela.

- Le général Olivaro est un personnage historique imaginaire ayant vécu de 1805 à 1899. Il est considéré comme le libérateur du San Theodoros et à l'origine de la création de la république de ce pays fictif. Sa statue, représentée dans L'Oreille cassée, se casse lors d'un attentat à la bombe, tandis que la visite de sa maison natale est une obligation pour les « invités » du général Tapioca dans Tintin et les Picaros[m 84]. C'est une allusion à Simón Bolívar, président de la république bolivienne et figure emblématique de l'émancipation des colonies espagnoles en Amérique du Sud.
- Oliveira Da Figueira est un marchand portugais originaire de Lisbonne. Tintin le rencontre sur le bateau qui l'a recueilli en mer Rouge dans Les Cigares du pharaon. Ses talents de vendeur conduisent le héros à lui acheter une grande partie de son stock. Dans Tintin au pays de l'or noir, Tintin le retrouve à Wadesdah, capitale du Khemed où il s'est établi. C'est grâce à son aide que le héros parvient à s'introduire dans la villa du professeur Smith. Il vient encore en aide à Tintin et Haddock dans Coke en stock, quand ces derniers sont recherchés par la police. C'est l'un des premiers à féliciter le capitaine pour son prétendu mariage avec la Castafiore dans Les Bijoux de la Castafiore[86],[m 84].

### P
- Pablo est un santhéodorien chargé de tuer Tintin dans L'Oreille cassée. La tentative échoue, et Tintin lui fait grâce, en remerciement de quoi Pablo le fait ensuite évader de la prison de Las Dopicos. Dans Tintin et les Picaros, il trahit pourtant une nouvelle fois le héros[m 85].
- Parker est un serviteur du marquis di Gorgonzola sur le Shéhérazade dans Coke en stock[m 86].
- Patrash Pasha est un cheik qui fait arrêter Tintin dans Les Cigares du pharaon, avant de le recevoir amicalement quand il apprend son identité. Dans Coke en stock, c'est lui qui accueille l'émir Mohammed Ben Kalish Ezab, en fuite[m 86].
- Payne est le gérant d'une agence de la Golden Oil à Akureyri, en Islande, dans L'Étoile mystérieuse. Suivant les consignes de Bohlwinkel, il refuse de ravitailler le navire du capitaine Haddock en carburant[m 86].
- Peacock est un pasteur que Tintin rencontre lors d'une réception chez un major anglais, en pleine jungle indienne, dans Les Cigares du pharaon[m 87].
- Pedro (1) est un matelot du Karaboudjan dans Le Crabe aux pinces d'or. Tintin profite de son inattention pour s'échapper de la cale où il est détenu prisonnier[m 87].
- Pedro (2) est l'un des deux hommes qui brutalisent Zorrino dans les rues de Jauga dans Le Temple du Soleil[m 87].
- Pedro (3) est le nom d'un partisan du général Alcazar, chargé d'aller porter à la radio la déclaration de démission du général Tapioca, dans Tintin et les Picaros[m 88].
- Alonzo Pérez est un bandit qui cherche à s'emparer du diamant caché dans le fétiche arumbaya dans L'Oreille cassée, avec son complice Ramon Bada. Leur quête démarre à Bruxelles et se poursuit au San Theodoros, avant de s'achever lors d'une ultime altercation avec Tintin à bord d'un paquebot transatlantique. Ils périssent noyés au moment où ils retrouvent l'objet de leur recherche[m 88].
- Philippulus est un ancien collaborateur du professeur Calys à l'observatoire dans L'Étoile mystérieuse. Atteint de folie, il s'échappe de l'asile et s'autoproclame prophète, annonçant l'imminence de la fin du monde[m 88]. Ce personnage est inspiré de Philippe Gérard, un ancien camarade de scoutisme d'Hergé[87].
- Pietro est un gangster de la bande d'Al Capone dans Tintin en Amérique[m 89].
- Madame Pinson est la concierge de Tintin au 26, rue du Labrador[m 89]. C'est un personnage discret et dévoué[88]. Elle apparaît pour la première fois dans Le Sceptre d'Ottokar, quand elle réceptionne un colis piégé destiné au héros et qu'elle remet aux Dupondt. Dans Le Crabe aux pinces d'or, elle assiste, impuissante, à l'enlèvement de Benji Kuraki, puis dans Le Secret de La Licorne, à celui de Tintin, sans s'en rendre compte[m 89].
- Madame Pirotte est la concierge du professeur Nestor Halambique au 24, rue du Vol-à-Voile, dans Le Sceptre d'Ottokar[m 89].
- Le maréchal Plekszy-Gladz est le dictateur de la Bordurie, un pays qu'il dirige d'une main de fer. Il n'est jamais représenté directement, mais figure sur des portraits ou des sculptures monumentales dans L'Affaire Tournesol. Ses longues moustaches, symboles de sa puissance, se retrouvent sur les accents circonflexes omniprésents dans la langue bordure mais également sur des éléments décoratifs. Il est également cité dans Les Bijoux de la Castafiore, quand il anime le XXIe congrès du Parti moustachiste, puis dans Tintin et les Picaros, quand il soutient militairement le général Tapioca dans sa lutte pour le pouvoir au San Theodoros contre le général Alcazar. Son nom est un jeu de mots sur le plexiglas[m 90].

### R
- Rackham le Rouge est un pirate de la mer des Antilles qui prend d'assaut le navire La Licorne, commandée par le chevalier François de Hadoque, en 1698. Leur combat, raconté par le capitaine Haddock dans Le Secret de La Licorne, tourne à l'avantage du chevalier qui finit par tuer le flibustier[m 91]. Son patronyme reprend celui du pirate britannique John Rackham, dit Calico Jack, et s'inspire également d'un pirate haïtien dénommé Lerouge dans un roman de C. S. Forester, Le Capitaine du Connecticut[89]. Son trésor fait l'objet d'une quête de la part de Tintin et Haddock dans l'album suivant[m 91].
- Rackham-Lerouge est un homme qui vient réclamer sa part du butin dans Le Trésor de Rackham le Rouge, prétendant qu'il est le descendant du précédent. C'est en fait un imposteur simplement dénommé Rackham, Lerouge étant le nom de sa femme[m 91].
- Ragdalam est un fakir indien qui se produit au Music-Hall Palace dans Les Sept Boules de cristal, en compagnie de la voyante extra-lucide Madame Yamilah[m 91]. Ragdalam est inspiré de Tahra-Bey, un fakir qui s'est produit en France et dans le monde à partir du milieu des années 1920[90].
- Pedro Ramona est un bandit hispanophone, probablement mexicain, dans Tintin en Amérique. Ayant dévalisé la Banque de l'Ouest, il remplace ses bottes par celles de Tintin, endormi, pour échapper aux policiers qui le poursuivent, avant d'être finalement repris[m 92].
- Ranko est un gorille dont se sert la bande de faux-monnayeurs pour effrayer les habitants de Kiltoch et les tenir à l'écart de L'Île Noire en faisant croire qu'elle est hantée. Il n'a peur que de Milou, dont les aboiements le terrorisent. La bête se révèle plutôt sympathique et Tintin en fait cadeau au zoo de Londres à la fin de l'album[m 92]. L'animal est probablement inspiré du gorille de King Kong, film sorti quelques années avant la publication de l'aventure[91].

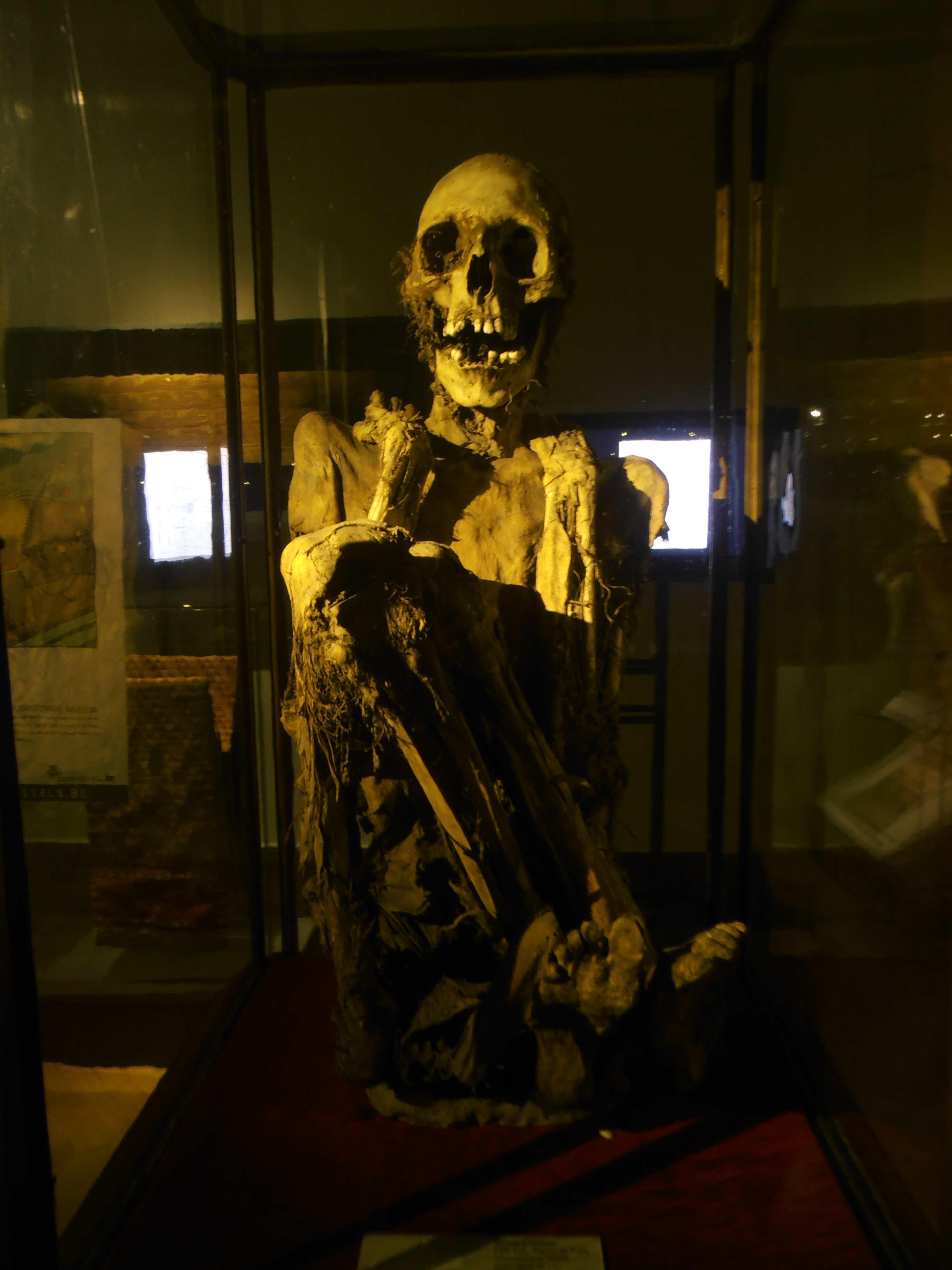
Momie inca.

- Rascar Capac est un Inca dont la momie est rapportée en Europe par les membres de l'expédition Sanders-Hardmuth dans Les Sept Boules de cristal. La relique, conservée chez le professeur Hippolyte Bergamotte, est désintégrée par un phénomène de foudre en boule un soir d'orage, avant d'apparaître en rêve à Tintin, Haddock et Tournesol. C'est après avoir enfilé le bracelet de la momie que ce dernier est enlevé le lendemain dans le jardin de la villa du professeur[m 92]. La momie de Rascar Capac est inspirée d'une momie inca exposée au Musée du Cinquantenaire de Bruxelles[92].
- Roberto Rastapopoulos est un personnage antipathique, directeur de la société cinématographique Cosmos Pictures dont Tintin fait la connaissance dans Les Cigares du pharaon, avant de découvrir dans Le Lotus bleu qu'il est le chef d'une bande internationale de trafiquants d'opium[m 93]. Il réapparaît dans Coke en stock sous les traits du marquis di Gorgonzola, trafiquant d'êtres humains, puis dans Vol 714 pour Sydney quand il organise le détournement du jet privé de Laszlo Carreidas dont il veut s'approprier la fortune[m 93].

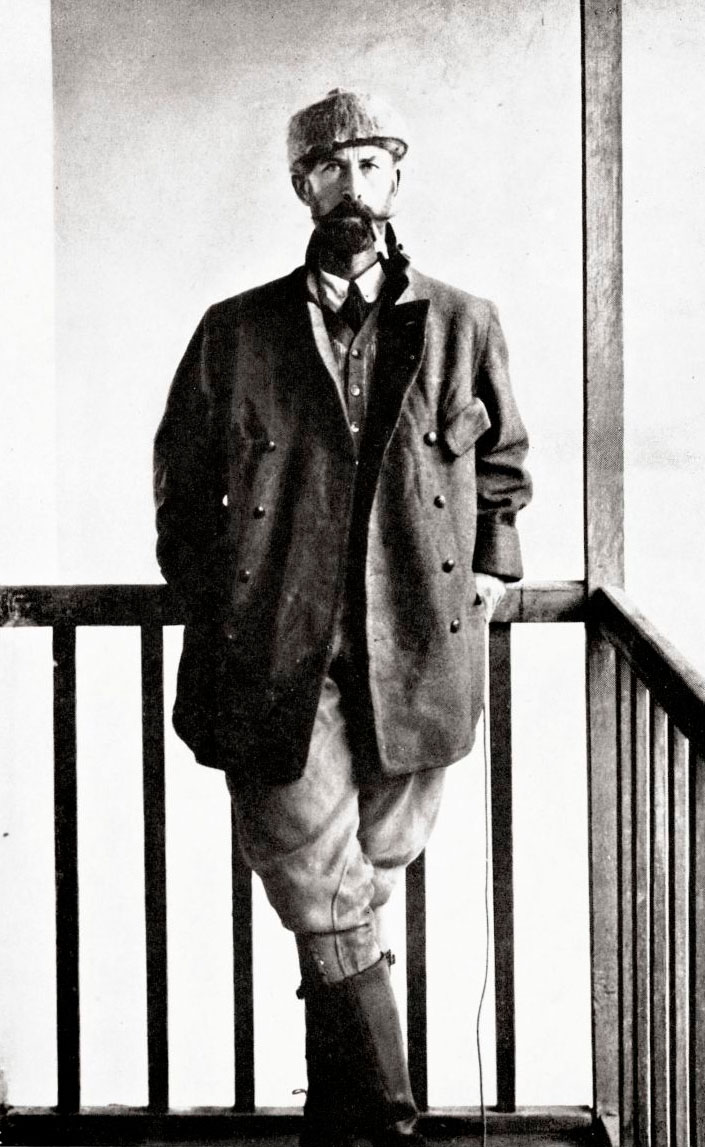
Percy Fawcett.

- Ridgewell est un explorateur anglais que tout le monde croit mort alors qu'il s'est retiré pour vivre au cœur de l'Amazonie avec la tribu des Arumbayas, dans L'Oreille cassée. Il en adopte la langue et les coutumes, mais tente en vain de leur apprendre à jouer au golf. Également ventriloque, il maîtrise l'usage de la sarbacane. Le héros le retrouve dans Tintin et les Picaros[m 94]. Il est inspiré du véritable explorateur britannique Percy Fawcett, probablement mort en 1925 à la recherche d'une cité perdue dans la forêt amazonienne[93]. Un autre explorateur, Robert de Wavrin, qui venait de sortir un film long métrage sur les Jivaros (Au pays du scalp, 1931) a certainement également inspiré Hergé[94].
- Walter Rizotto est un photographe de presse qui accompagne Jean-Loup de la Batellerie, reporter à Paris-Flash. Présent à Kiltoch dans L'Île noire, il réapparaît au château de Moulinsart dans Les Bijoux de la Castafiore puis dans Tintin et les Picaros[m 95]. Il est inspiré du célèbre photographe Willy Rizzo[95], tandis que son prénom est probablement emprunté au journaliste Walter Carone[96].

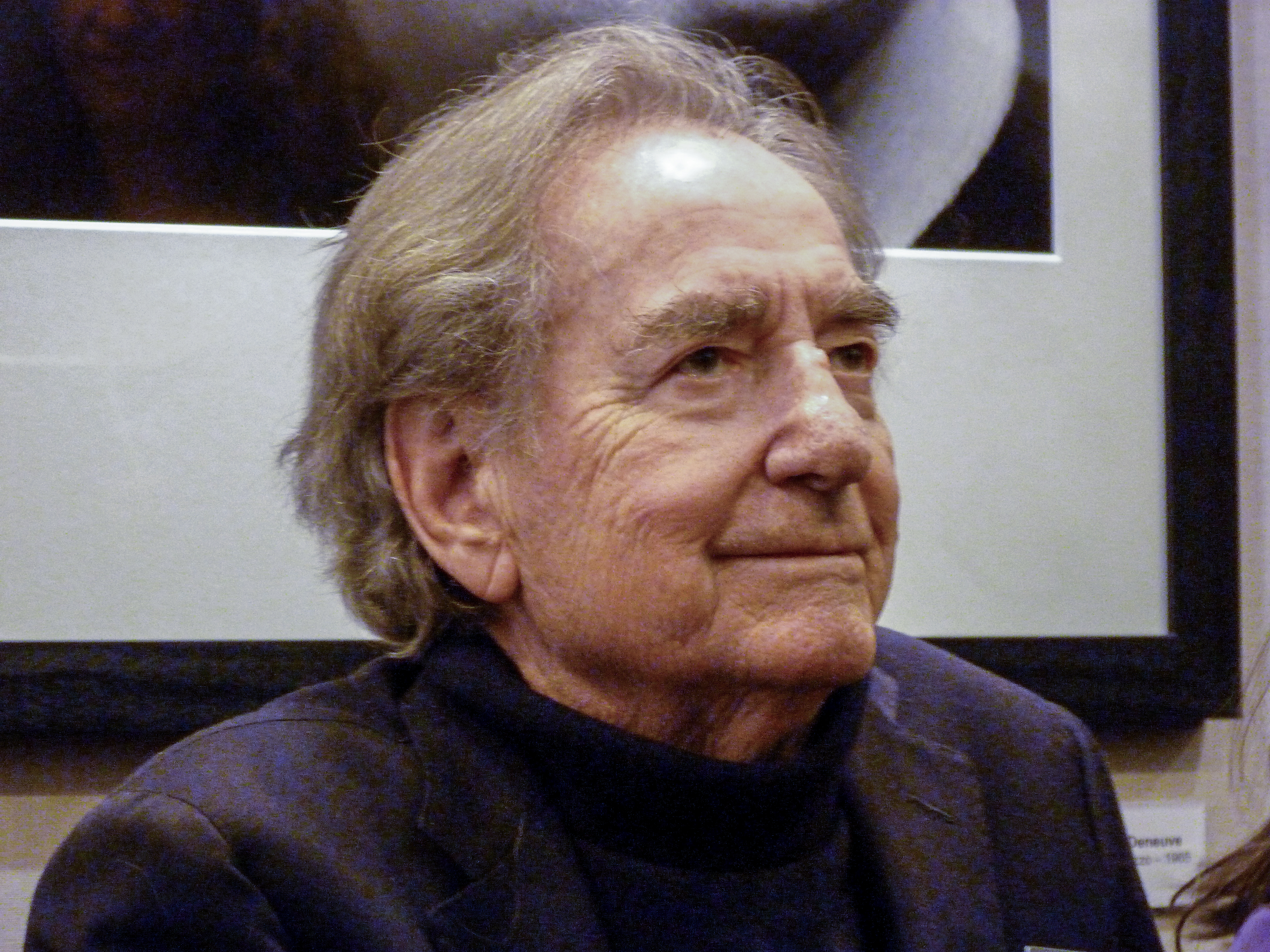
Willy Rizzo, photographe et designer italo-français qui inspira le personnage de Walter Rizotto

- B. Robertson est un policier britannique qui aide Tintin à capturer la bande de faux-monnayeurs dans L'Île noire[m 95].
- Rodriguez est un collaborateur de R.W. Chicklet, dans L'Oreille cassée. Il est chargé d'assassiner Tintin, une tâche qu'il confie à son homme de main, Pablo[m 96].
- Rodrobertine est un aviateur soviétique dont Tintin vole la tenue et l'avion pour échapper à ses poursuivants, dans Tintin au pays des Soviets[83].
- I.E. Roghliff est l'un des égyptologues momifiés dans le tombeau du pharaon Kih-Oskh, dans Les Cigares du pharaon. Son nom est un calembour construit sur le terme hiéroglyphe[m 96].
- Le colonel Ronchont est un des locataires de l'immeuble du 21, rue de Londres, où habitait le sculpteur Balthazar, dans L'Oreille cassée[m 97].
- Le docteur Rotule est le médecin ostéologue du Centre de recherche atomique de Sbrodj dans Objectif Lune et On a marché sur la Lune. Il est également cité dans Les Bijoux de la Castafiore, quand il félicite par télégramme le capitaine Haddock pour son prétendu mariage avec Bianca Castafiore[m 97].
- Jules Rouget est un journaliste de La Dépêche, dans Le Trésor de Rackham le Rouge. Il vient faire un reportage sur le retour du Sirius, de retour de la chasse au trésor. Il n'est pas très bien reçu par le capitaine, qui délègue au professeur Tournesol le soin de répondre à ses questions, au grand dam du journaliste qui se heurte à la surdité du savant[m 97].

### S

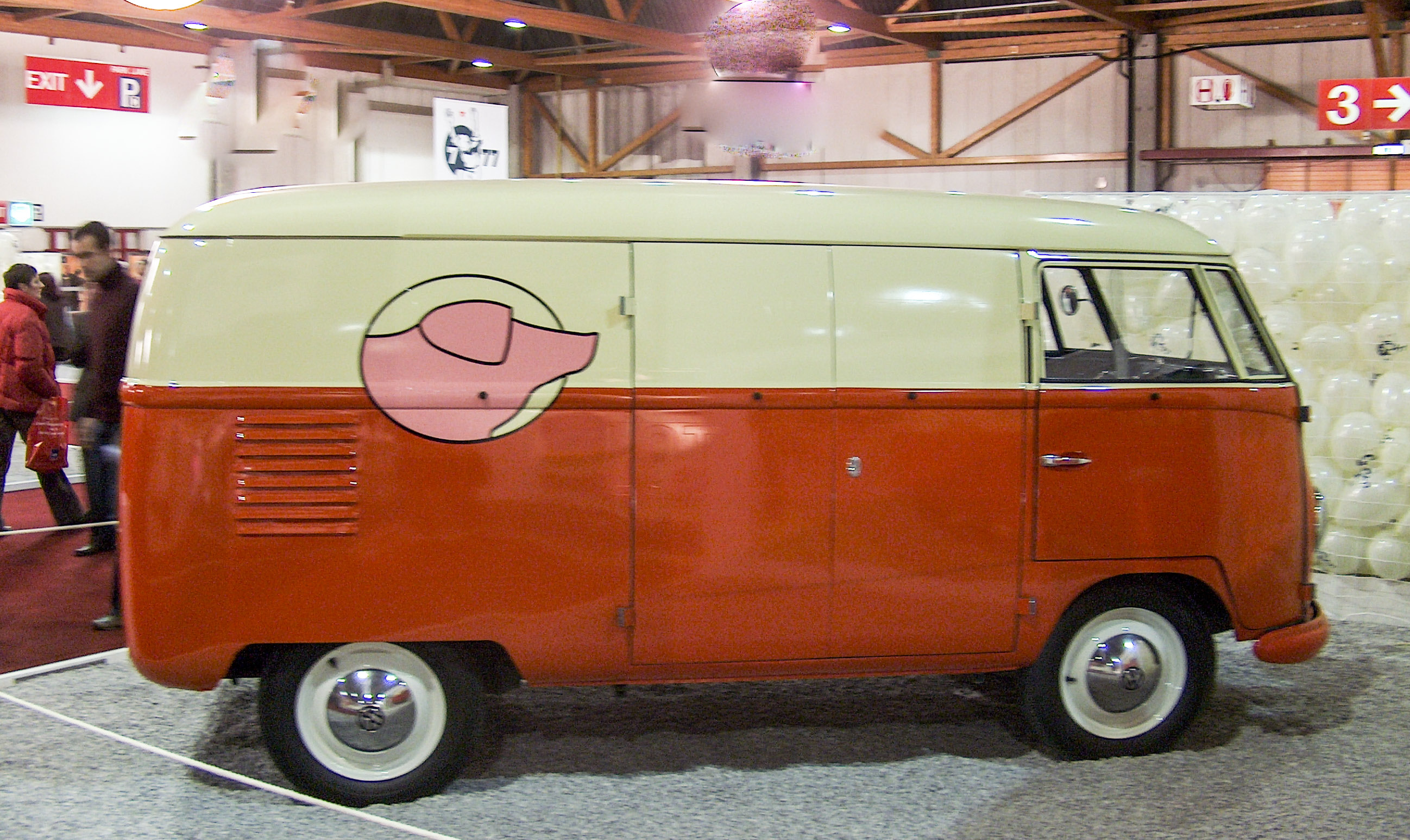
La camionnette de la boucherie Sanzot.

- Ivan Ivanovitch Sakharine est un collectionneur de maquettes de bateaux dans Le Secret de La Licorne. Il possède l'une des trois maquettes du chevalier de Hadoque et tente avec acharnement de racheter celle de Tintin. Un temps soupçonné du vol qui se produit chez le héros, il est victime à son tour d'une agression[m 98]. Il réapparaît à la dernière planche du Le Trésor de Rackham le Rouge parmi les invités de l'exposition consacrée à La Licorne, organisée par le capitaine Haddock, dans la salle de Marine du château de Moulinsart[m 98], puis dans Tintin et l'Alph-Art parmi les adeptes du mage Endaddine Akass. Son patronyme est très probablement une référence à la saccharine, substitut chimique du sucre[m 98].
- Sam est un bandit qui précipite Tintin dans le lac Michigan après lui avoir attaché des haltères aux pieds, dans Tintin en Amérique[m 98].
- Le professeur Sanders-Hardmuth est le chef de l'expédition archéologique au Pérou qui porte son nom, dans Les Sept Boules de cristal. Il est la deuxième victime de la malédiction de Rascar Capac, dont ils ont rapporté la momie en Europe. Comme les autres membres de l'expédition, il n'est libéré de son mal mystérieux qu'à la fin du Temple du Soleil[m 99]. Pour construire son nom, Hergé reprend peut-être celui de George Sanders, acteur britannique réputé pour ses personnages de gentlemen flegmatiques et cyniques, mais également de la marque de crayons qu'il utilise Hardtmuth, créée en 1790 par l'Autrichien Joseph Hardtmuth[36].
- Sanzot est la boucherie de Moulinsart, probablement du nom de son propriétaire, Henri Sanzot. Elle apparaît pour la première fois dans L'Affaire Tournesol puis dans trois autres albums. Le numéro de téléphone du château (421) et celui de la boucherie (431) étant relativement proches, de nombreuses erreurs sont commises qui sont le support d'un comique de répétition fréquemment utilisé dans les derniers albums de la série[m 99]. Le propriétaire de la boucherie est également le directeur de l'Harmonie de Moulinsart[m 99].
- Savoir Infini est un moine du monastère tibétain de Khor-Biyong dans Tintin au Tibet[m 100].
- Otto Schulze est un savant allemand de l'université d'Iéna, membre de l'expédition polaire à bord de l'Aurore dans L'Étoile mystérieuse[m 101]. Il ne joue aucun rôle notable dans l'aventure. Son nom évoque celui du personnage d'Otto Schultze, également membre de l'université d'Iéna, dans le roman de Jules Verne Les Cinq Cents Millions de la Bégum[39].
- Philémon Siclone est un égyptologue dont Tintin fait la connaissance lors d'une croisière en tentant de l'aider à rattraper un papier sur le point de tomber à l'eau, dans Les Cigares du pharaon. Le héros accompagne ensuite ce personnage excentrique et distrait à la recherche du tombeau du pharaon Kih-Oskh. Les deux hommes sont finalement capturés et jetés par erreur à la mer à bord de sarcophages. Tintin le retrouve plus tard dans la jungle indienne : devenu fou après avoir reçu une fléchette empoisonnée au radjaïdjah, il est hypnotisé par un fakir qui lui donne l'ordre de tuer le héros. Il est finalement conduit à l'asile en compagnie de l'écrivain Zlotzky[m 102].
- Séraphin est le prénom d'un spectateur du Music-Hall Palace que devine la voyante extra-lucide Yamilah, dans Les Sept Boules de cristal[m 102].
- Le docteur Simon est un médecin qui travaille au laboratoire de la Sûreté dans Les Sept Boules de cristal. C'est lui qui analyse la substance contenue dans ces boules et qui provoque la léthargie des membres de l'expédition Sanders-Hardmuth[m 103].
- Sirov est l'un des conspirateurs qui cherche à renverser le roi Muskar XII dans Le Sceptre d'Ottokar. Chargé de tuer Tintin, il lui tend une embuscade mais son plan échoue[m 103].
- Slim (1) est un employé des chemins de fer dans l'ouest des États-Unis, dans Tintin en Amérique[m 104].
- Slim (2) est un aviateur membre de la bande de faux-monnayeurs dont Wronzoff est le chef dans L'Île noire[m 104].
- Bobby Smiles est le chef d'une bande rivale de celle d'Al Capone, le Gangsters' Syndicate of Chicago dans Tintin en Amérique[97],[m 104]. À la suite du refus de Tintin de participer à l'élimination d'Al Capone, il tente à plusieurs reprises de le supprimer. Il finit par être capturé et envoyé par colis au chef de la police de Chicago.
- William Smith est un pilote de voltige aérienne qui participe à un meeting télévisé dans L'Île Noire[m 105].
- Mr. Snowball est l'un des invités de la réception donnée par un major anglais en pleine jungle indienne dans Les Cigares du pharaon. Il est, avec sa femme, membre de la société secrète qui porte l'insigne du pharaon Kih-Oskh[m 105].
- Mrs. Snowball est la femme du précédent[m 106].
- Dimitrieff Solowztenxopztzki est un policier soviétique dans Tintin au pays des Soviets[83].
- Spalding est le secrétaire particulier de Laszlo Carreidas dans Vol 714 pour Sydney. Malgré son allure chic et son flegme typiquement britannique, il participe au détournement de l'avion de son patron, organisé par Rastapopoulos, sans doute pour se venger des humiliations publiques que Carreidas lui fait subir[m 106].
- Le colonel Sponsz est le chef de la police secrète de Bordurie (la ZEP). Il s'oppose à Tintin et au capitaine Haddock pour la première fois dans L'Affaire Tournesol, sans pouvoir les empêcher de libérer leur ami. Il devient conseiller auprès du général Tapioca dans Tintin et les Picaros sous le nom de colonel Esponja[98],[m 107]. Il est inspiré physiquement de l'acteur américain Erich von Stroheim[99]. La presse semble lui prêter une liaison avec Bianca Castafiore[m 107].
- Sporowitch est l'un des conspirateurs syldave en exil en Belgique, membre du complot qui cherche à renverser le roi Muskar XII dans Le Sceptre d'Ottokar. Il tente de photographier Tintin au moyen d'un appareil miniature dissimulé dans une montre, au moment où celui-ci descend l'escalier de l'appartement du professeur Halambique[m 107].
- Sprbodj est le commandant de la gendarmerie de Zlip, dans Le Sceptre d'Ottokar. Il est lui aussi membre du complot contre le roi Muskar XII[m 108].
- Stany est le chauffeur de la Chrysler des ravisseurs syldaves du professeur Tournesol, dans L'Affaire Tournesol[m 108].
- Yegor Stassanov est l'ambassadeur de Syldavie en Belgique, ami intime du sigillographe Nestor Halambique, dans Le Sceptre d'Ottokar[m 108].
- Le baron Staszrvitch est un personnage de l'histoire syldave, fils d'un des seigneurs soumis par le roi Ottokar IV, dans Le Sceptre d'Ottokar. Il revendique la couronne syldave et tente de prendre le sceptre des mains d'Ottokar avant d'être assommé par ce dernier, ce qui et à l'origine de la devise syldave « Eih bennek, eih blavek », traduite par « Qui s'y frotte s'y pique »[m 109].
- Stéphan Szprinkoth est un agent secret bordure, en poste à Genève dans L'Affaire Tournesol. Il multiplie les manœuvres en tous genres pour empêcher Tintin et Haddock de retrouver le professeur Tournesol[m 110].
- Piotr Szut est un pilote estonien de Mosquito pour l'armée du Khemed aux ordres de Bab El Ehr dans Coke en stock[53],[m 111]. Il reçoit pour mission de couler le caboteur où Tintin et le capitaine Haddock prennent place, ce qu'il accomplit avant d'être à son tour abattu par Tintin qui le recueille alors sur son radeau de fortune. Szut accompagne les héros sur le yacht de Rastapopoulos puis sur le cargo Ramona. Il se montre fidèle à Tintin et au capitaine puisqu'il refuse de quitter le bateau avec Allan Thompson et ses hommes lorsqu'un incendie se déclare, allant jusqu'à se battre avec eux pour rester. Par la suite, il aide Tintin et le capitaine en essayant de réparer la radio, cassée lors du combat avec l'équipage du Ramona. Il réapparaît dans Vol 714 pour Sydney comme pilote de l'avion privé de Laszlo Carreidas[m 111].

### T
- Le général Tapioca est le grand rival du général Alcazar, à qui il dispute la présidence du San Theodoros. Seulement cité dans L'Oreille cassée, Les Sept Boules de cristal et Coke en stock, il est représenté pour la première fois dans Tintin et les Picaros, aventure dans laquelle il vient de reprendre le pouvoir avec l'aide de la Bordurie. En faisant arrêter la Castafiore, il parvient à attirer Haddock, Tournesol puis Tintin au San Theodoros, mais il finit par être renversé sans pouvoir les éliminer[m 112].
- Taupe-au-regard-perçant est le grand sachem de la tribu des Pieds-Noirs, dans Tintin en Amérique[m 112].
- Tchang (1) est un serviteur de monsieur Wang Jen-Ghié dans Le Lotus bleu. Il protège efficacement Tintin contre les agissements de Mitsuhirato et participe à l'arrestation de ce dernier et de ses complices à la fin de l'aventure[m 113].
- Tchang (2), de son nom complet Tchang Tchong-Jen (Le Lotus bleu, Tintin au Tibet, Les Bijoux de la Castafiore)

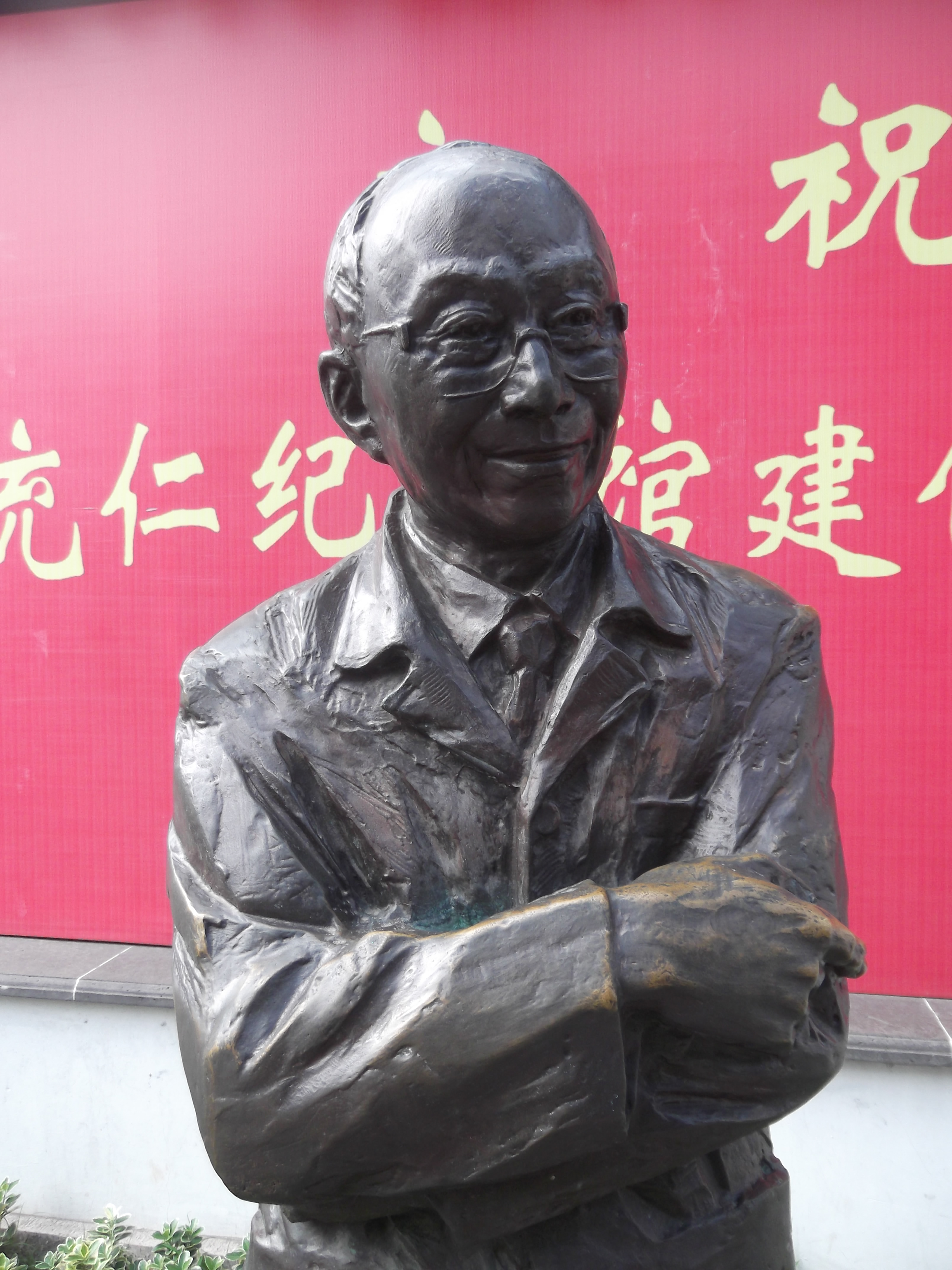
Statue de Zhang Chongren à Qibao (près de Shanghai)

Il fut, si l'on s'en tient à la chronologie des albums, le premier vrai ami (humain du moins) de Tintin. C'est durant son voyage en Chine dans l'album Le Lotus bleu que Tintin le sauve de la noyade, lors d'une crue du Yang Tsé Kiang. Dès lors, une profonde amitié les lie. C'est Tchang qui, le premier, fait découvrir à Tintin qui sont les Chinois, en dehors de tout cliché. Tchang, en signe de reconnaissance, décide d'accompagner Tintin dans cette aventure et devient un allié très précieux. C'est lui qui neutralise Didi, le fils de Wang, sur le point d'exécuter ses parents et Tintin (qui refusent tous le vrai poison qui rend fou afin d'avoir la vie sauve). À la fin de l'album, Tchang, l'orphelin, est adopté par Wang Jen-Ghié. En le quittant pour l'Europe, Tintin verse quelques-unes de ses très rares larmes. Malgré l'éloignement, il semble que le contact ait été maintenu.
Bien des années plus tard, dans Tintin au Tibet, Tintin reçoit une lettre de Tchang qui lui annonce sa venue, mais son avion s'écrase dans l'Himalaya, dans le massif du Gosainthan. Tintin a alors une vision de Tchang encore en vie et décide envers et contre tout d'aller sur les lieux de l'accident, au Tibet, accompagné du capitaine Haddock. Comme il le pressentait, Tchang a bien survécu à l'accident puis a été recueilli par le Yéti. Tintin et le capitaine finissent par le retrouver en relativement bonne santé.
Et enfin, Tchang donne une dernière fois de ses nouvelles dans Les Bijoux de la Castafiore dans une lettre en provenance de Londres.
Le personnage de Tchang est, en fait, une transposition, dans l'univers fictionnel (et avec des aventures évidemment inventées), du personnage réel que fut Zhang Chongren (parfois transcrit Tchang Tchong-jen), qui fut lié à Hergé par une amitié de plusieurs décennies.
- Tchang (3) est un chien pékinois dans Tintin au Tibet[m 114].
- Tchang (4), de son nom complet Tchang Lin-Yi, est le fils de Tcheng Li-Kin dans Tintin au Tibet, confondu avec Tchang Tchong-Jen par similitude de leur nom[m 114].
- Tchen est le serviteur du professeur Fan Se-Yeng, dans Le Lotus bleu[m 114].
- Tcheng Li-Kin est un cousin de monsieur Wang Jen-Ghié, dans Tintin au Tibet. Il vit à Katmandou, au Népal. C'est chez lui que Tchang devait faire halte avant de s'envoler pour l'Europe[m 115].
- Tharkey est un sherpa népalais ayant participé à la première expédition de sauvetage de l'avion qui s'est écrasé, dans Tintin au Tibet. Il est sollicité par Tintin pour servir de guide jusqu'à l'épave de l'appareil. Malgré ses hésitations et volte-face, il sauve la vie de Tintin et du capitaine Haddock après un accident d'escalade, puis les accompagne jusqu'à une lamaserie[m 115]. Son nom est inspiré du sherpa Ang Tharkey, membre de l'expédition de Maurice Herzog vers l'Annapurna en 1950[100].
- Allan Thompson est un marin contrebandier, trafiquant de drogues et d'esclaves. Apparu dans Le Crabe aux pinces d'or, récit dans lequel il maltraite le capitaine Haddock et l'abreuve de whisky pour exercer lui-même le commandement du Karaboudjan, il est ensuite ajouté dans la version remaniée et colorisée des Cigares du pharaon[101]. Allan Thompson devient alors le principal complice de Roberto Rastapopoulos et l'accompagne dans Coke en stock puis Vol 714 pour Sydney, dans lequel il est emporté avec les autres malfaiteurs dans une soucoupe volante[m 116].
- Tintin (tous les albums)

- Tom (1) est un bandit embarqué comme passager clandestin à bord du paquebot qui conduit Tintin en Afrique, dans Tintin au Congo. Membre d'une organisation dirigée depuis Chicago par Al Capone, il cherche à éliminer Tintin mais il échoue et meurt dévoré par les crocodiles[m 117].
- Tom (2) est un bandit, complice d'Al Capone, qui entre en collision avec le taxi de Tintin et des policiers pour protéger la fuite de son compère, dans Tintin en Amérique[m 117].
- Tom (3) est le nom d'un policeman de Chicago, dans Tintin en Amérique[m 118].
- Tom (4) est un complice d'Allan Thompson à bord du Sereno dans Les Cigares du pharaon, puis du Karaboudjan dans Le Crabe aux pinces d'or[m 118].
- Tom (5) est un matelot du USS Los Angeles dans Coke en stock, qui utilise un héliographe pour ordonner au Shéhérazade, le yacht de Rastapopoulos de s'arrêter[m 119].
- Alfredo Topolino est un scientifique qui réside à Nyon, en Suisse, dans L'Affaire Tournesol. Spécialisé dans la recherche sur les ultrasons, il est agressé par des agents bordures qui se font passer pour le professeur Tournesol après avoir enlevé ce dernier[m 119]. Son nom signifie en italien « petite souris », et c'est d'ailleurs une référence directe à l'univers de Walt Disney, dont le personnage de Mickey se nomme Topolino en italien[102], mais c'est aussi une voiture Fiat minuscule encore très connue à l'époque de la sortie du livre.
- A. Torticolli est le nom d'un marchand ambulant de crèmes glacées qui installe son camion devant les grilles du château de Moulinsart, dans L'Affaire Tournesol[m 119].
- Le professeur Tryphon Tournesol est un personnage récurrent de la série (tous les albums à partir du Trésor de Rackham le Rouge inclus, sauf Tintin au pays de l'or noir dans lequel il n'est que mentionné)

- M. Trentin est l'un des égyptologues victimes de la malédiction du pharaon Kih-Oskh dans Les Cigares du pharaon. Il apparaît sur la couverture de l'album[m 120].
- Le docteur Eugène Triboulet est un médecin très âgé qui habite au 120, avenue du Troubadour, dans L'Oreille cassée. Tintin remonte jusqu'à lui en relevant la plaque d'immatriculation d'une voiture ayant tenté de le renverser, mais la plaque a été retournée et le docteur est finalement étranger à l'affaire[m 120].
- Trovik est un conspirateur syldave, membre du complot qui vise à renverser Muskar XII dans Le Sceptre d'Ottokar. En contact permanent avec les révolutionnaires, il est membre du « Comité central » du ZZRK[m 121].
- Don José Trujillo est le riche propriétaire d'une hacienda chez qui Tintin trouve refuge après avoir échappé aux militaires du Nuevo Rico, dans L'Oreille cassée. Il présente au héros l'Indien Caraco, qui accepte de lui servir de guide le long du fleuve Badurayal pour aller chez les Arumbayas[m 121].

### V
- Van Damme est le cuisinier du navire l'Aurore dans L'Étoile mystérieuse, puis du Sirius dans Le Trésor de Rackham le Rouge. Dans les deux cas, il doit lutter contre la gourmandise de Milou. Au cours d'une discussion avec son ami Alphonse au café À l'ancre, il révèle par mégarde le départ de la chasse au trésor à un journaliste indiscret du journal La Dépêche[m 122].
- Victor est un mécanicien chargé de s'occuper spécialement de la voiture du directeur de la Simoun, dans Tintin au pays de l'or noir[m 122].

### W
- Igor Wagner est le pianiste de Bianca Castafiore. Il est petit, chauve, porte des lunettes et une petite moustache noire. C'est un personnage apparemment terne et d'une discrétion remarquable. Il est un temps soupçonné de vol dans Les Bijoux de la Castafiore, en raison de son activité clandestine de paris sur des courses de chevaux[m 123].

On l'aperçoit dans Le Sceptre d'Ottokar, L'Affaire Tournesol, Tintin et les Picaros, où il ne fait qu'accompagner au piano la Castafiore.
- Walter est un bandit qui apparaît dans Coke en stock et Vol 714 pour Sydney. Dans le premier album, il fait déposer une mallette piégée dans l'avion de Tintin et Haddock pour tenter de les éliminer[m 124].
- Walther est un opérateur radio chargé, depuis le poste de contrôle terrien, du contact avec la fusée lunaire dans Objectif Lune et On a marché sur la Lune. Son nom est mentionné à trois reprises, dont une où il est orthographié « Walter » par erreur[m 124].
- Wang Jen-Ghié est le chef de la société secrète des Fils du Dragon, dans Le Lotus bleu. Il lutte activement contre le trafic d'opium et reçoit pour cela l'aide de Tintin. Il a un frère à Londres et un cousin au Népal[m 125].
- Wirchwloff est un personnage prétendument victime des Soviets, déguisé en mendiant, qui est en fait un agent du Guépéou. Il tend une embuscade à Tintin au moyen d'une peau de banane[83].
- Wizskizsek est le commandant de la gendarmerie d'un petit village syldave dans Le Sceptre d'Ottokar. Tintin lui fait part de ses soupçons concernant l'imposture du professeur Halambique et la conspiration qui cherche à renverser Muskar XII, sans savoir que ce commandant est lui-même membre du complot[m 125].
- Wladimir (1) est un policier soviétique déguisé en policier allemand qui enlève Tintin à Berlin. Il conduit la voiture dans laquelle le héros est emmené et le livre à son chef dont le nom n'est pas prononcé[83].
- Wladimir (2) est un policier syldave qui essaye d'ouvrir une bouteille d'eau minérale gazeuse afin d'apaiser la soif du capitaine Haddock dans Objectif Lune[m 126].
- Wladimir est un membre des services secrets syldaves qui participe à l'enlèvement du professeur Tournesol à l'ambassade de Bordurie en Suisse dans L'Affaire Tournesol[m 126].
- Frank Wolff est un ingénieur astronautique, adjoint du professeur Tournesol au Centre de recherche atomique de Sbrodj, en Syldavie, dans Objectif Lune. En réalité, c'est un traître qui permet à Jorgen d'embarquer clandestinement à bord de la fusée lunaire. Il tente de s'opposer à lui dans On a marché sur la Lune, en vain. Sa tentative de rachat convainc Tintin de le laisser reprendre sa place dans le groupe, mais Wolff choisit de se suicider en se jetant dans l'espace pour ne pas épuiser les réserves d'oxygène des autres membres de l'équipage[28],[m 127].
- Wronzoff est le chef d'une bande de faux-monnayeurs, complice du docteur Müller dans L'Île Noire. Aidé du gorille Ranko, il cherche à éliminer Tintin, en vain[m 128].

### Y
- Yamato est l'homme de main de Mitsuhirato dans Le Lotus bleu. Membre de la conspiration des trafiquants d'opium, il est notamment chargé de surveiller Tintin. Il est finalement arrêté à la fin de l'album avec ses complices et leur chef Rastapopoulos[m 129].
- Madame Yamilah est une voyante extralucide qui se produit au Music-Hall Palace en compagnie du fakir Ragdalam dans Les Sept Boules de cristal. C'est elle qui révèle, sous hypnose, le mal mystérieux qui frappe le cinéaste Clairmont, membre de l'expédition Sanders-Hardmuth et dont la femme se trouve justement dans la salle[m 129].
- Le yéti, également nommé « Abominable Homme-des-neiges » ou « Migou » dans Tintin au Tibet, est une créature infra-humaine dotée d'une certaine forme d'intelligence et de sensibilité. Il sauve Tchang d'une mort certaine après le crash de l'avion dans le massif du Gosainthan, au cœur de l'Himalaya[m 130]. Sa présence dans l'aventure repose notamment sur les travaux du cryptozoologue Bernard Heuvelmans[103]. Il rôde autour des autres personnages mais n'est découvert qu'à la fin de l'aventure, de sorte que sa présence invisible à proximité des héros renforce son caractère monstrueux et menaçant[104]. Le fait qu'il semble apprécier l'alcool, de même que les cris sauvages qu'il pousse fréquemment, le rapprochent du capitaine Haddock dans cette aventure[104].

### Z
- Zlop est un membre du « Comité central révolutionnaire syldave » (Zyldav Zentral Revolutzionär Komitzät, Z.Z.R.K.), dans Le Sceptre d'Ottokar. Avec son complice Sirov, il organise une embuscade pour kidnapper Tintin sur la route de Klow, mais le plan échoue[m 131].
- Zlotzky est un célèbre écrivain qui appartient à la colonie anglaise établie dans la jungle indienne, dans Les Cigares du pharaon. Tintin le rencontre lors d'une réception. Il est empoisonné par une fléchette de radjaïdjah, le « poison-qui-rend-fou », alors qu'il est sur le point de révéler au héros le nom du grand maître de l'organisation des trafiquants d'opium. Il est alors conduit à l'asile en compagnie du professeur Philémon Siclone[m 131].
- Zorrino est un jeune indien quechua, marchand ambulant d'oranges dans la ville de Jauga (Pérou), qui apparaît dans Le Temple du Soleil. Après que Tintin l'a défendu contre les agissements de deux brutes oisives, descendants de colons espagnols, Zorrino conduit le héros et le capitaine Haddock jusqu'au temple sacré où le professeur Tournesol est retenu prisonnier par les Incas[m 132]. Vêtu d'un poncho péruvien bariolé, il est coiffé d'un « chullo » originaire des hauts plateaux de la Cordillère des Andes et fabriqué à partir de laine d'alpaga[105]. Son nom vient probablement du diminutif de « zorro », qui signifie renard en espagnol[m 132].

### Personnages cités mais non dessinés

#### Personnages fictifs
- Alonzo est un marin du Pachacamac dans Le Temple du Soleil[m 7].
- Anseering est le nom d'un sherpa qui a vu le yéti dans Tintin au Tibet[m 9]. Un sherpa du même nom a réellement existé et affirme avoir effectivement aperçu la créature en 1952[106].
- Anatole est l'oncle de Séraphin Lampion, uniquement mentionné dans L'Affaire Tournesol mais cité à plusieurs reprises par son neveu qui se réfère à lui pour souligner ses blagues. C'est un personnage apparemment facétieux et bon vivant, coiffeur de son état[m 8].
- Balthazar est un peintre-sculpteur découvert mort à son domicile dans L'Oreille cassée. Rodrigo Tortilla l'assassine pour lui dérober le fétiche arumbaya qui est au centre de l'intrigue. Il a pour compagnon un perroquet[m 11].
- Barrett est le directeur du Bureau des recherches techniques, section Carburants, dans Tintin au pays de l'or noir. Il est uniquement mentionné[m 133].
- Tristan Bior est le créateur d'un collier que porte Bianca Castafiore dans Les Bijoux de la Castafiore et dont le nom est une déformation de celui du couturier Christian Dior[m 17].
- Louis Bonvault est le nom d'un correspondant de Wronzoff, membre du réseau de faux-monnayeurs dans L'Île noire. Il n'est pas représenté et son nom figure seulement sur un document. Il vit à Saint-Germain, en Seine-et-Oise[m 20].
- Chandra Patnagar Rabad est un célèbre yogi qui a révélé au fakir Ragdalam le secret du mystérieux pouvoir qu'il détient. Il est cité par ce dernier dans Les Sept Boules de cristal[m 30].
- Da Costa est le nom d'un armateur de Lisbonne cité par Oliveira da Figueira dans Tintin au pays de l'or noir[m 35].
- Le docteur L. Daumière est le médecin traitant du capitaine Haddock qui, dans Le Trésor de Rackham le Rouge, à la veille du départ du chalutier Sirius, lui interdit par ordonnance la consommation d'alcool[m 35].
- Herbert Dawes est un matelot du Karaboudjan, mort noyé dans Le Crabe aux pinces d'or. Selon la version officielle fournie par Allan Thompson, il s'est noyé alors qu'il était ivre, mais il a en réalité été jeté à la mer par les hommes d'équipage pour avoir révélé des informations compromettantes à un policier japonais enquêtant sur des trafiquants de drogue, Bunji Kuraki. De fausses pièces de monnaie et un bout de papier provenant d'une boîte de crabe sont retrouvés sur son corps, ce qui permet à Tintin de remonter la piste d'Allan et de sa bande[m 134].
- Dupuis est le nom de famille d'un couple de locataires de l'immeuble occupé par le sculpteur Balthazar dans L'Oreille cassée[m 135].
- Le colonel Fernandez est un colonel de l'armée du San Theodoros qui s'est enfui avec le général Tapioca après le coup d'État du général Alcazar, dans L'Oreille cassée[m 41]. De
- Goldberg est le représentant de Laszlo Carreidas dans une vente aux enchères de tableaux à New York, dans Vol 714 pour Sydney. Il informe ce dernier par téléphone de son évolution[m 46].
- Goodnews est le nom d'un sénateur américain enlevé et retenu en otage par des bandits de Chicago, dans Tintin en Amérique[m 47].
- Graveau est l'éditeur du livre Voyages aux Amériques de Ch.J. Walker, dans L'Oreille cassée[m 47].
- Le baron Halmaszout est, selon la rumeur, l'un des fiancés de Bianca Castafiore, cité dans Les Bijoux de la Castafiore. Il est le chef du protocole à la cour de Syldavie[m 49].
- Horncliff est le nom d'un médecin travaillant dans un asile d'aliénés dont le docteur Müller est le directeur et où ce dernier souhaite envoyer Tintin, dans L'Île noire[m 53].
- Hveghi est le chef d'une tribu slave qui, en 1127, après avoir unifié une grande partie du territoire syldave, remporte une victoire écrasante contre l'armée turque lors de la bataille de Zileheroum (Klow). Il devient par la suite roi de Syldavie sous le nom de Muskar Ier.
- Jacobini (2) est le nom d'un chanteur lyrique qui interprète un rôle dans Faust aux côtés de Bianca Castafiore, dans L'Affaire Tournesol. Son nom figure sur une affiche à l'opéra de Szohôd[m 58].
- Joe est le nom d'un marin du Ramona, dans Coke en stock[m 59].
- Kader est le nom d'un client du marquis di Gorgonzola, alias Roberto Rastapopoulos, dans le trafic d'esclaves de Coke en stock[m 62].
- Kih-Oskh est le nom du pharaon dont le tombeau est retrouvé par l'égyptologue Philémon Siclone dans Les Cigares du pharaon. Sa sépulture referme en réalité le repaire d'une bande de trafiquants d'opium aux ordres de Rastapopoulos[m 63].
- Laszlo est un correspondant du colonel Sponsz dans L'Affaire Tournesol, qui prévient ce dernier que Tintin et le capitaine Haddock ont faussé compagnie aux agents qui devaient les surveiller[m 68].
- Le professeur W.R. Law est le directeur d'un Office de statistiques dans l'ouest des États-Unis, cité dans un reportage à la radio dans Tintin en Amérique[m 68].
- Lawton est le personnage d'un reportage radiodiffusé dans L'Affaire Tournesol[m 69].
- R. Legrand est le propriétaire d'un portefeuille volé par Aristide Filoselle dans Le Secret de La Licorne[m 69].
- Liou Ju-Lin est un ami du professeur Fan Se-Yeng qui donne une réception en son honneur dans Le Lotus bleu[m 70].
- Lopez est le nom du métis qui accompagnait l'explorateur Ch.J. Walker chez les Arumbayas, coupable du vol du diamant caché dans le fétiche[m 136].
- Mac Gregor (1) est le nom d'un pêcheur de Kiltoch disparu dans les environs de l'Île noire dans l'album éponyme[m 72].
- Mac Gregor (2) est l'un des policiers qui aident Tintin à capturer la bande des faux-monnayeurs dans L'Île noire[m 73].
- H. Macleod est un collègue du précédent[m 73].
- Le maharadjah de Gopal est le souverain du royaume imaginaire de Gopal, également cité dans La Vallée des Cobras, cinquième album des Aventures de Jo, Zette et Jocko, une autre série d'Hergé. Admirateur de Bianca Castafiore, il est cité dans Les Bijoux de la Castafiore pour avoir offert à la cantatrice une émeraude qui est finalement volée par une pie[m 137].
- Le maharadjah d'Hambalapur est un souverain devant lequel s'est produit le fakir Ragdalam, comme ce dernier le rapporte au public du Music-Hall Palace dans Les Sept Boules de cristal[m 138].
- Muskar est le nom de plusieurs rois de Syldavie mentionnés dans la brochure que consulte Tintin dans l'avion qui le conduit vers ce pays[m 81].
- Müsstler est le chef de la conjuration qui vise à renverser Muskar XII, le roi de Syldavie, dans Le Sceptre d'Ottokar. Il est le chef suprême du parti extrémiste la « Garde d'Acier » et de son bras armé le « Zyldav Zentral Revolutzionär Komitzät » (ZZRK), c'est-à-dire le Comité central révolutionnaire syldave, qui prépare l'annexion du pays par la Bordurie[m 139]. Son patronyme est un mot-valise construit sur les noms des dictateurs italien et allemand Benito Mussolini et Adolf Hitler[m 139], mais il fait également écho aux dirigeants fascistes britannique Oswald Mosley et néerlandais Anton Mussert[107].
- Kees Nieuwenhuis est le nom d'un correspondant de Wronzoff, membre du réseau de faux-monnayeurs du docteur Müller dans L'Île noire. Il vit à Amsterdam[m 140].
- Odile est le prénom d'une servante de la famille de Laszlo Carreidas, citée dans Vol 714 pour Sydney[m 83].
- C. Olsson est un nom qui figure sur une cantine du cargo Ramona dans Coke en stock[m 141].
- Oriane, Sarah et Sémiramis sont les noms de chevaux sur lesquels parie le pianiste Igor Wagner dans Les Bijoux de la Castafiore[m 141].
- Parke-Bennet est un collectionneur dont les tableaux sont mis aux enchères dans Vol 714 pour Sydney[m 85].
- Luigi Randazzo est un chanteur mentionné dans Tintin et l'Alph-Art.
- Richards est un policier de la Concession internationale de Shanghai aux ordres de Dawson dans Le Lotus bleu[m 94].
- Werner Schelhammer est un membre du réseau de faux-monnayeurs dirigé par Wronzoff dans L'Île noire, en poste à Vienne[m 100].
- Schzlozitch est le ministre de l'Air de Syldavie, dans Le Sceptre d'Ottokar[m 101].
- Le père Sébastien est un prêtre missionnaire du Congo. Malade, il est remplacé par Tintin pour un cours d'arithmétique et n'est jamais représenté. Le missionnaire auquel Tintin s'adresse dans l'album n'est pas nommé[m 101].
- Hansa Slãszeck est un membre du réseau de faux-monnayeurs dirigé par Wronzoff dans L'Île noire, en poste à Prague[m 103].
- William Smith est le pilote d'un avion qui participe à un meeting aérien télévisé dans L'Île noire[m 105].
- Smith (2) est un agent général de la Golden Oil établi à Reykjavik dans L'Étoile mystérieuse[m 105].
- Ch. Stasse est le nom du notaire qui fait procéder à la vente du château de Moulinsart dans Le Trésor de Rackham le Rouge[m 109].
- Otto Steinkopf est un membre du réseau de faux-monnayeurs dirigé par Wronzoff dans L'Île noire qui habite Potsdam[m 109].
- Sword est le nom d'un général enlevé et retenu en otage par des bandits dans Tintin en Amérique[m 110].
- Rodrigo Tortilla est l'assassin du sculpteur Balthazar dans L'Oreille cassée. Il le fait disparaître après lui avoir commandé une copie du fétiche arumbaya dans le but de s'emparer du diamant qu'il contient, mais il est à son tour assassiné par Ramon Bada et Alonzo Perez durant son voyage en paquebot vers le San Theodoros[m 142].
- Rino Tossi est le nom d'un chanteur lyrique, interprète de Boris Godounov, dont le nom apparaît sur une affiche placardée sur une colonne Morris dans Le Trésor de Rackham le Rouge[m 142]. Ce nom parodie par anagramme le chanteur populaire Tino Rossi[108].
- Émile Vanneau est l'élagueur du village de Moulinsart, à qui Tintin emprunte son matériel pour retrouver l'émeraude de la Castafiore dans le nid d'une pie au sommet d'un peuplier, dans Les Bijoux de la Castafiore[m 122].